# Lötschental

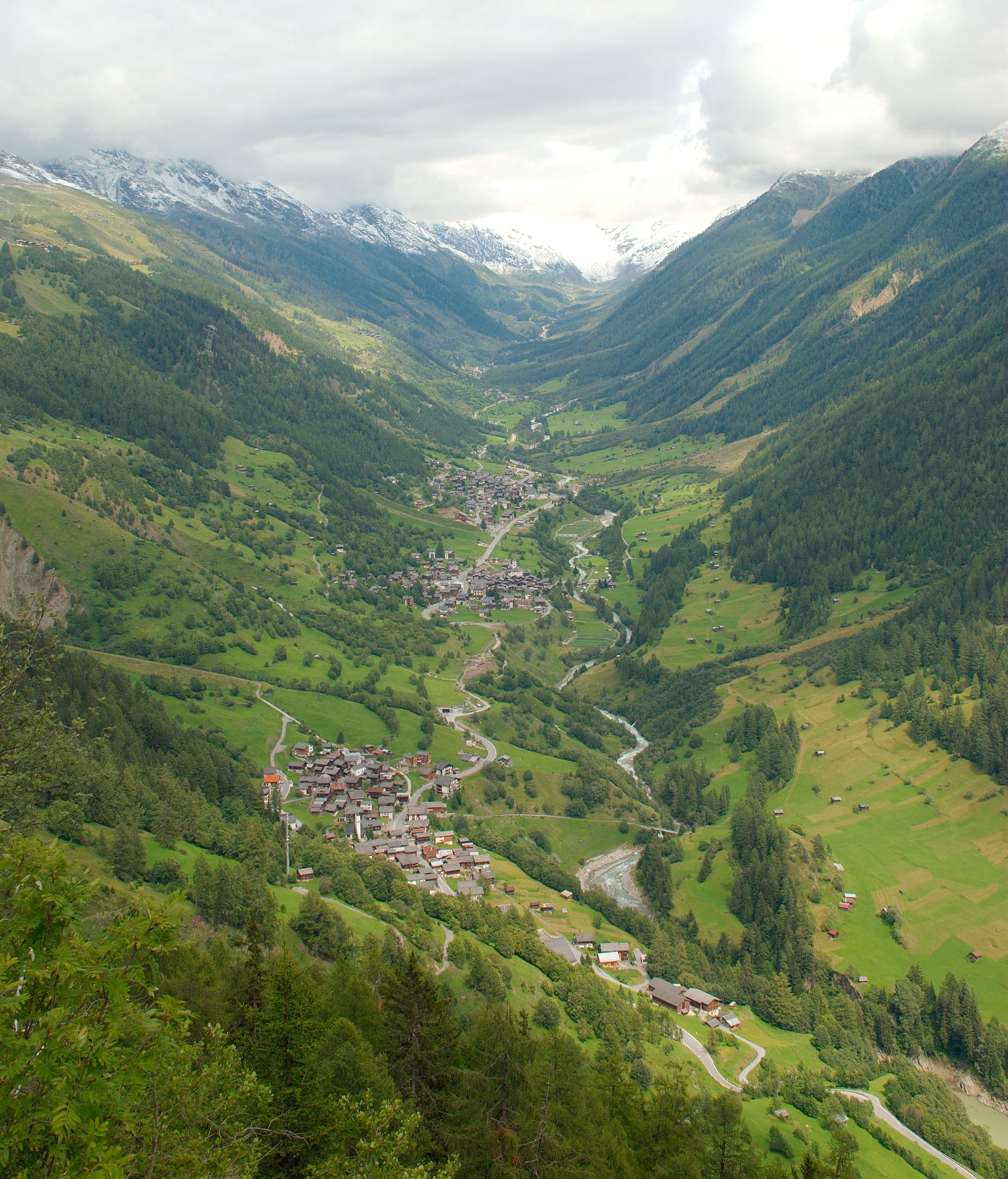
Das obere Lötschental im Sommer 2007. Im Vordergrund Ferden, gefolgt von Kippel, Wiler, Ried, Blatten und dem Langgletscher. Unterhalb von Ferden sind Teile des Lonzastausees zu sehen, dahinter, rechts oberhalb von Kippel, der sogenannte Obriwald. Auf der linken Talflanke ist ein Teil der Lauchernalp und dahinter die Weritzalp und Weissenried oberhalb von Blatten zu sehen. Infolge eines Bergsturzes am 28. Mai 2025 wurden Blatten und der Talgrund auf 2 km Länge verschüttet, ebenso wurden die Hänge beeinträchtigt.

Das Lötschental ([ˈløːtʃənˌtaːl], im örtlichen Walliserdeutsch [ˈleːtʃˌtalː] Leetschtall) im Oberwallis ist das grösste nördliche Seitental der Rhone in der Schweiz. Es wird vom Fluss Lonza durchflossen und liegt im Jungfrau-Aletsch-Bietschhorn-Gebiet der Berner Alpen, das als UNESCO-Weltnaturerbe unter Schutz steht. Die Lonza wird vom Langgletscher gespeist, der das Lötschental ostwärts abschliesst. Das Tal ist von mehr als zwanzig Dreitausendern umgeben. In ihm leben rund 1500 Einwohner, Lötscher bzw. mundartlich Leetschär genannt. Die vier Gemeinden des Tals sind Blatten, Ferden, Kippel und Wiler, die zum Bezirk Westlich Raron gehören. Der nördlich gelegene Lötschenpass, nachweislich schon in der Bronzezeit begangen, liess dem Lötschental bis in die frühe Neuzeit eine Bedeutung als Handelsweg zukommen. Heute ist das Tal vor allem bekannt für den Autoverlad zum Bahntransit durch den Lötschbergtunnel und als Touristenziel.
Am 28. Mai 2025 kam es zu einem schweren Bergsturz im hinteren Teil des Tales, der den Talgrund einschliesslich des Dorfes Blatten bis zu 50 Meter hoch verschüttete und die Landschaft auf zwei Kilometern Länge im Talgrund, aber auch an beiden Talflanken völlig veränderte.

## Geographie

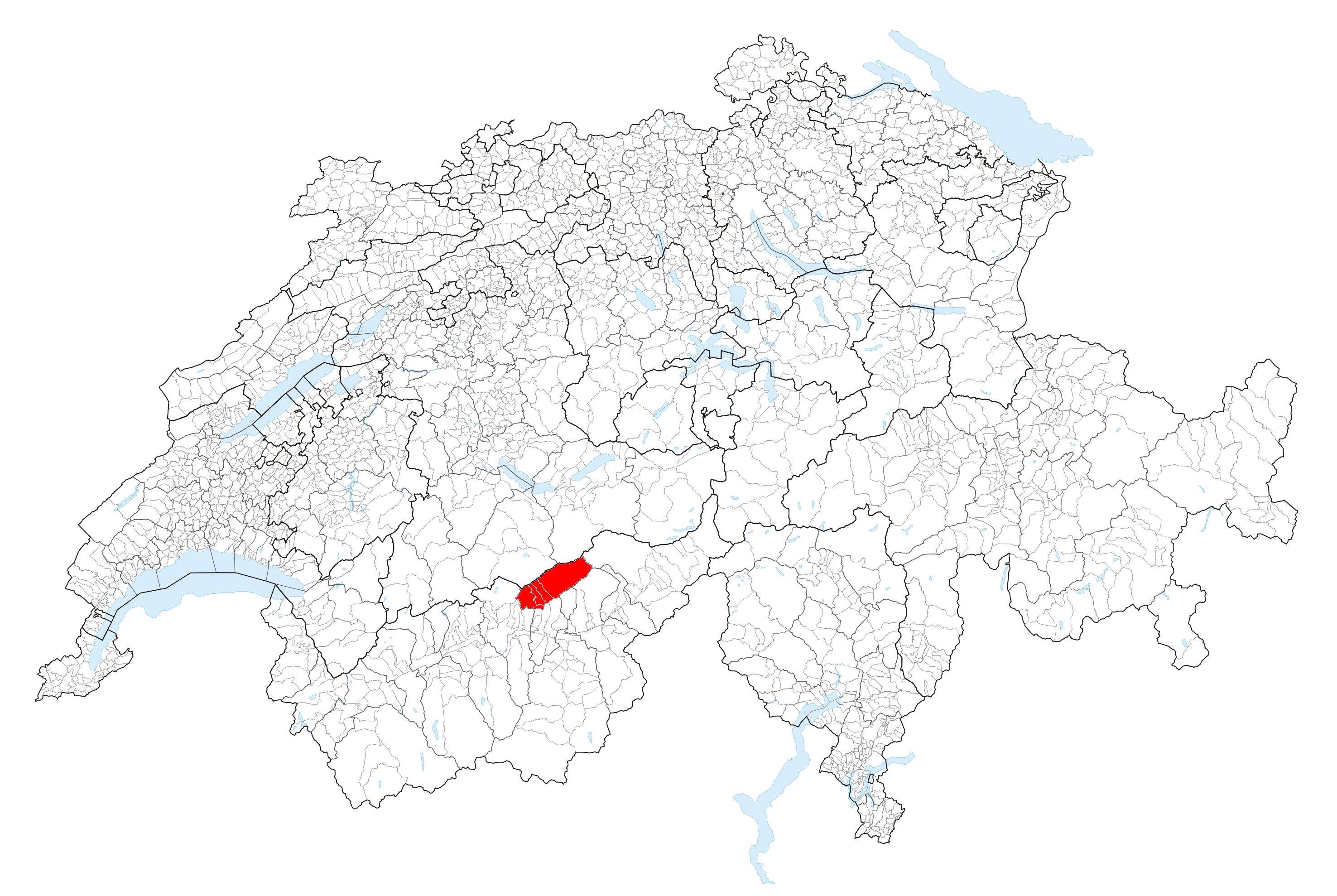
Lage des Lötschentals anhand der Flächen der vier Talgemeinden

Das rund 27 Kilometer lange und 150 Quadratkilometer umfassende Lötschental liegt an der Südabdachung der Berner Alpen, einer Untergruppe der Westalpen. Das Tal lässt sich in zwei Abschnitte unterteilen. Der untere Abschnitt verläuft vom Taleingang bei Gampel (634 m ü. M.) in Nord-Süd-Richtung bis unterhalb von Ferden (1375 m ü. M.). Er weist ein starkes Gefälle auf, die abfliessende Lonza durchschneidet hier die Streichfläche des Gebirgsverlaufs in einem schluchtähnlich verengten Kerbtal. Die östliche Talflanke dominiert der Hohgleifen (3279 m ü. M.), die westliche Talflanke wird durch den Niwen (2769 m ü. M.) geprägt.
Das eigentliche Haupttal ist der in Ost-West-Richtung verlaufende obere Abschnitt. Er macht rund zwei Drittel der Länge des Lötschentals aus. Beginnend bei Ferden, endet er mit der vergletscherten Lötschenlücke auf 3178 Metern. Das obere Lötschental stellt ein Teilstück des Alpinen Längstals dar, das von Grimsel über den Konkordiaplatz des Aletschfirns, die Lötschenlücke und den Ferdenpass nach Leuk verläuft. Die im oberen Abschnitt flacher ansteigende Talsohle des Lötschentals ist auf einer Breite von rund 1000 Metern ausgebildet. Abgeschlossen wird das Tal vom Langgletscher und seinem Haupt-Tributärgletscher, dem Anungletscher. Die nördlich und südlich parallel des Haupttals verlaufenden Gebirgszüge gehören zum Aarmassiv.

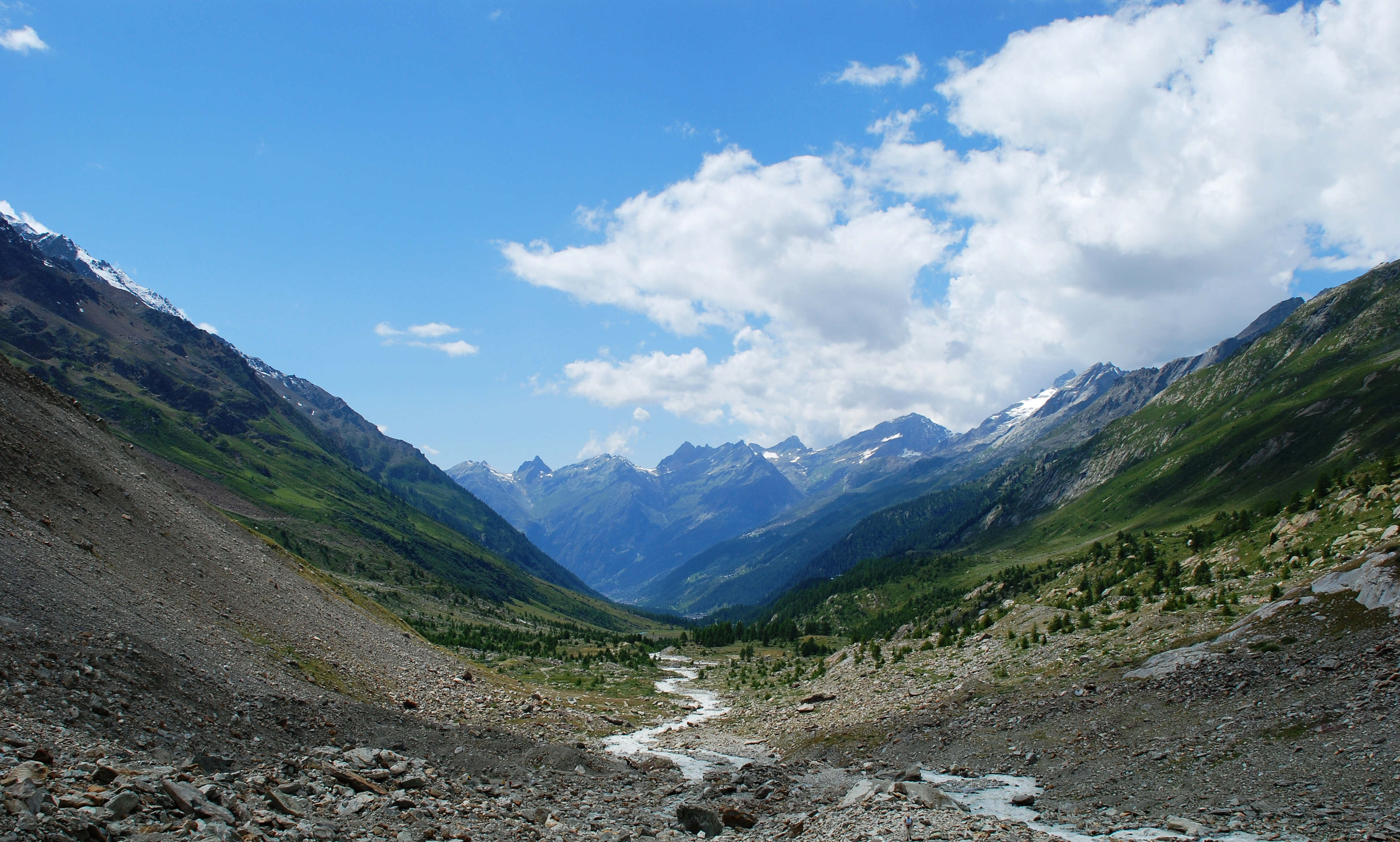
Das Lötschental mit asymmetrisch verflachtem nördlichem Talhang vom Fusse des Langgletschers aus in Richtung Westen gesehen

Die nördlich begrenzende Gebirgskette bilden der vom Lötschenpass bis zum Hockenhorn (3293 m ü. M.) ansteigende Gasterngrat sowie der östlich daran anschliessende Petersgrat. Gleichzeitig stellt sie die Wasserscheide zwischen Rhone und Aare und somit einen Teil der Europäischen Hauptwasserscheide dar. Die Südflanke bildet die Bietschhornkette mit dem namensgebenden Bietschhorn (3934 m ü. M.). Sie trennt das Lötschental vom Rhonetal und ist im Schnitt einige hundert Meter höher als die Nordbegrenzung des Tals.
Das Lötschental wurde im Pleistozän und in seinem oberen Teil auch während der Kleinen Eiszeit glazial überprägt. Die glaziale Prägung im Pleistozän ist noch heute am Talrelief, einem Trog mit am Nordhang ausgeprägten Trogschultern, zu erkennen.
Die südliche Talflanke steigt mit durchschnittlicher Steigung von 40 Grad an und ist von zahlreichen Karmulden zerschnitten. Die Bäche laufen in kleinen Erosionsrinnen ab und werden von mehreren Hanggletschern gespeist, unter ihnen Nest- und Birchgletscher am Bietschhorn. Die abgetragenen Sedimente lagern sich seit dem Holozän, als der weichende Gletscher grosse Teile der Talsohle freigab, in ausgedehnten Schuttwällen ab. Zusätzlich von Geröllabgängen angefüllt, drängen diese natürlichen Barrieren die Lonza wider den gegenüberliegenden Hang und führen dort zu einer verstärkten Erosion, besonders oberhalb von Blatten.

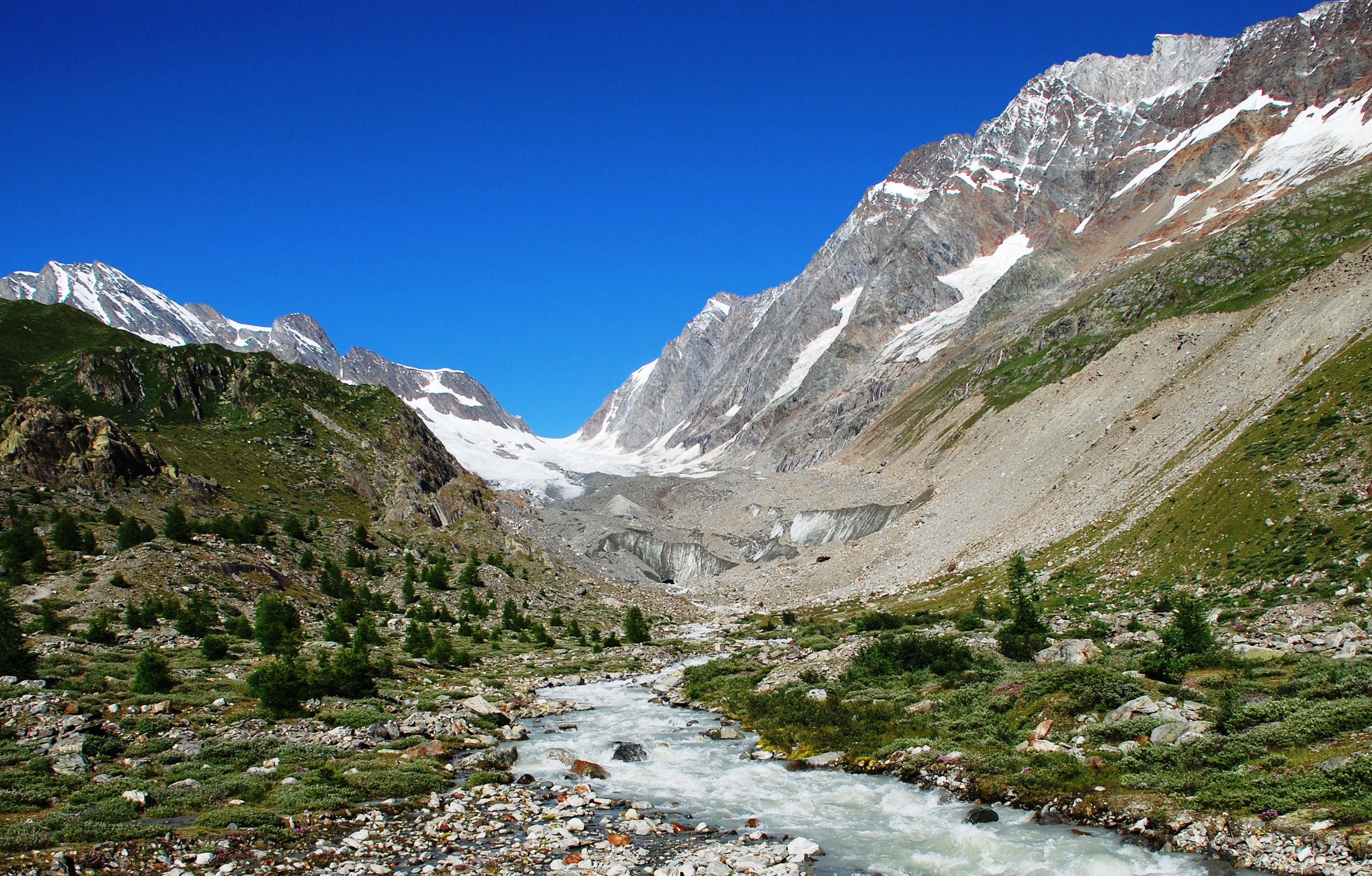
Vorfeld des Langgletschers mit Lonza samt Gletschertor, (teils von Geröll bedeckter) Gletscherfront und der Lötschenlücke im Hintergrund

Die sonnenabgewandte Südseite ist traditionell kaum besiedelt. Der hier vorherrschende Nadelwald wird von einigen kargen Schafweiden sowie schroffen Bacheinschnitten unterbrochen. Die oberhalb liegende Bergkette dominiert das Bietschhorn, an dessen Nordwesthang sich Nest- und Bietschgletscher befinden. Östlich erhebt sich das Breithorn (3785 m ü. M.), bevor der Grat in Richtung Lötschenlücke ausläuft. Westlich des Bietschhorns liegen das Wilerhorn (3307 m ü. M.) und der den Grat in westlicher Richtung abschliessende Hohgleifen.
Die nördliche Talflanke hat eine durchschnittliche Steigung von 35 Grad. Zunächst rasch aus der Talsohle aufsteigend, flacht sie zwischen 1800 und 2200 Meter ab und bildet eine nunmehr sanfter ansteigende und über die gesamte Flanke in unterschiedlicher Ausprägung verlaufende Empore. Diese Verflachung stellt den Rand der glazialen Rinne des im Pleistozän vorgerückten Gletschers dar. Anschliessend steigt das Profil des Hangs erneut bis zum Gasterngrat sowie dem östlich befindlichen Petersgrat (3205 m ü. M.) an. Dessen Südhang beherbergt vom Tal aus sichtbar den Üsser Talgletscher sowie den Tellingletscher. Den Nordhang bedeckt der Kanderfirn und entwässert in die Kander im Berner Oberland.
Die Nordflanke ist bis etwa 2000 Meter mit teils dichtem Nadelwald bewachsen, der von tiefen Taleinschnitten der abfliessenden Bäche unterbrochen wird. Oberhalb der Baumgrenze steigen sanft alpine Wiesen an, in denen alle grösseren Alpen des Tals liegen.

### Geologie
Der untere Abschnitt des Lötschentals gehört geologisch zum Rhonetal und weist an seinem Westhang die Strukturen der Helvetischen Decken auf. Das im Aarmassiv verlaufende Haupttal besitzt einen asymmetrischen Querschnitt, bedingt durch tektonische Verschiebungen während der alpinen Gebirgsbildung. Die Schieferung im Lötschental verläuft parallel zu den beiden Gebirgsketten.
Der Nordhang ist durch die tiefer liegenden Schiefergesteine des Altkristallins erniedrigt und weist aufgrund der geringeren Auffaltung eine weniger feinteilige Untergliederung auf. Die Gipfelbereiche des Gasterngrats, Hockenhorns und des übergletscherten Petersgrats bestehen aus hercynischem Gastern-Granit, einem hellen, mittelkörnigen Biotitgranit und Granodiorit. Die flache Ausprägung des Bergrückens ermöglicht das Entstehen der massiven Vergletscherung, vor allem am Petersgrat.
Der steilere Südhang und die Talsohle bestehen aus Auffaltungen von Gneis und Kakirit, die Gipfelbereiche der Bietschhornkette aus hercynischem Bietschhorn-Granit, einem hellen, mittel- bis grobkörnigen Biotitgranit, der ebenso wie der Gastein-Granit ins Altkristallin intrudiert ist.

### Gletscher und Endmoränenlandschaft

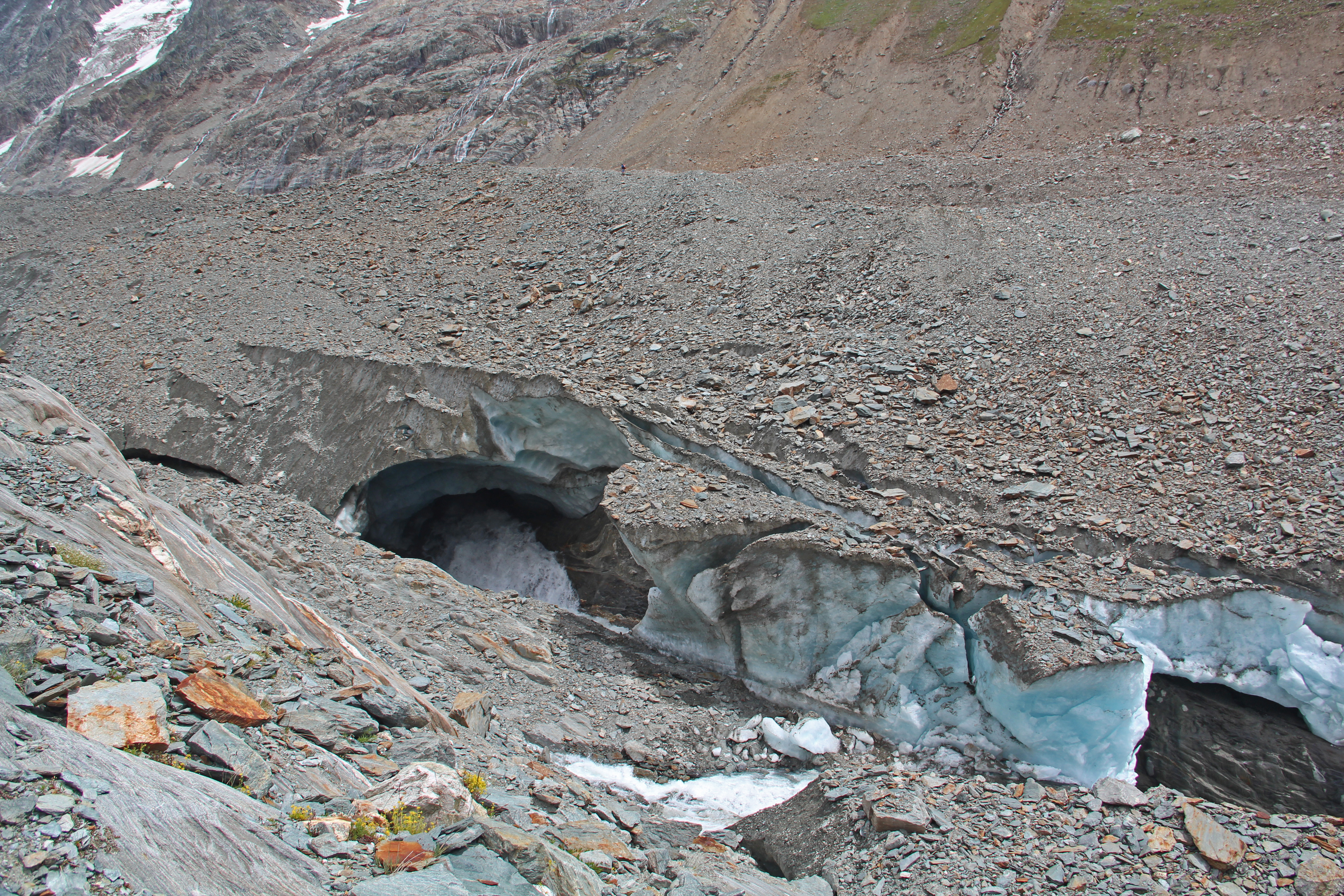
Gletschertor des Anungletschers und Austrittsstelle der Lonza, Juli 2014

Unterhalb des Anungletschers weist der obere Teil des Lötschentals die Merkmale einer Endmoränenlandschaft auf. Der rezente Gletscher schob während der Kleinen Eiszeit einen etwa 100 Höhenmeter messenden Moränenwall nahe der Fafleralp auf. Das dahinterliegende Tal wird von den nun offenliegenden Seitenmoränen der glazialen Rinne gesäumt. Neben zahlreichen Findlingen liegen hier einige Schmelzwasserseen, darunter der Guggi- und der Grundsee.
Das gesamte Lötschental ist geprägt von seiner glazialen Formung während des Pleistozäns, besonders stechen allerdings die Überbleibsel der Vergletscherungen während der Kleinen Eiszeit hervor. Im Umfeld aller das Tal säumenden rezenten Gletscher sind die vorgeschobenen Moränenwälle zu erkennen.
Die Gletscher des Lötschentals bedecken 13,7 Prozent der Fläche (Petersgrat ca. 1500 Hektar Gletscherfläche, weitere fünf Gletscher im oberen Tal, Jäggigletscher, Langgletscher, Anungletscher, Lötschfirn und Distelgletscher mit einer Fläche von rund 1600 Hektar. Die Gletscher des Schattenhangs weisen eine Fläche von 800 Hektar auf) und sind der entscheidende Wasserspeicher des Tals. Sie entwässern in die Lonza oder ihre Zuflüsse, deren Fliessmenge somit massgeblich von den herrschenden Temperaturen abhängt.

### Klima

Klimatabelle mittlerer Temperatur und Niederschlags in Ried

Das Lötschental befindet sich am Schnittpunkt des feuchten, westlichen maritimen Klimas der Nordalpen und dem trockeneren mediterranen Klima der Südalpen. Das Mikroklima des Tals ist bestimmt durch den Gegensatz zwischen Sonnen- und Schattenhang. Die durchschnittliche Jahrestemperatur liegt in Ried bei 4,7 °C, die mittlere Jahresisotherme der Nullgrad-Grenze befindet sich auf etwa 2200 Meter. Die durchschnittliche Jahresniederschlagsmenge liegt bei 1113 Millimeter (Ried). Die Einschneizeit beträgt im langjährigen Durchschnitt 138 Tage, der mittlere Einschneitag ist der 25. November. Die geschlossene Schneedecke hält im Mittel bis zum 9. April (Wiler). In der knapp 2000 Meter hohen Lauchernalp dauert die Einschneizeit 166 Tage an.
Die Wetterstation von MeteoSchweiz in Ried bestand seit 1974, wurde jedoch im Lawinenwinter 1999 am 20. Februar aufgegeben. In der Folge nahm ab 1. März 2001 eine neue Wetterstation in Blatten die Messungen auf, bis sie nach dem Bergsturz Ende Mai 2025 in der aufgestauten Lonza versank und den Betrieb aufgab.
Aufgrund seiner abgeschlossenen, von zwei Gebirgszügen eingegrenzten Lage ist das Lötschental selten stärkeren Winden ausgesetzt. Mit Ausnahme einiger südwestlicher Windströmungen aus dem Rhonetal überwiegen infolge der Topographie die Hangwinde, die je nach Tageszeit variieren.
Fast die gesamte Talsohle des Lötschentals ist erheblich durch Lawinenabgänge bedroht, immer wieder kommt es im Winter zu Beschädigungen und Zerstörungen an Häusern und Strassen. Vor allem die tiefen Erosionsrinnen des Schattenhangs bergen die Gefahr von Lawinenabgängen, unterstützt durch abstürzende Eismassen der Hanggletscher.

## Flora und Fauna

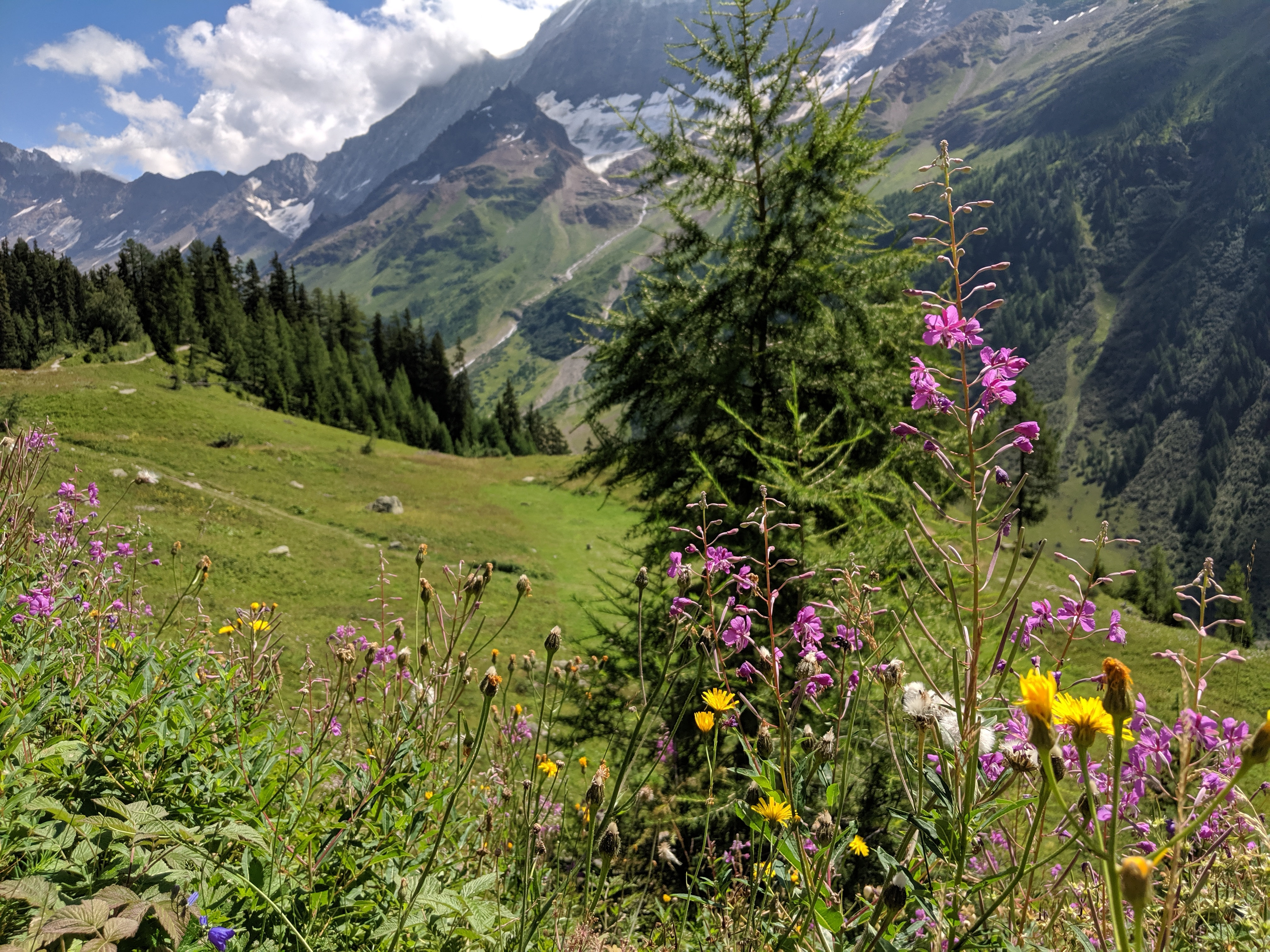
Alpenflora im Lötschental

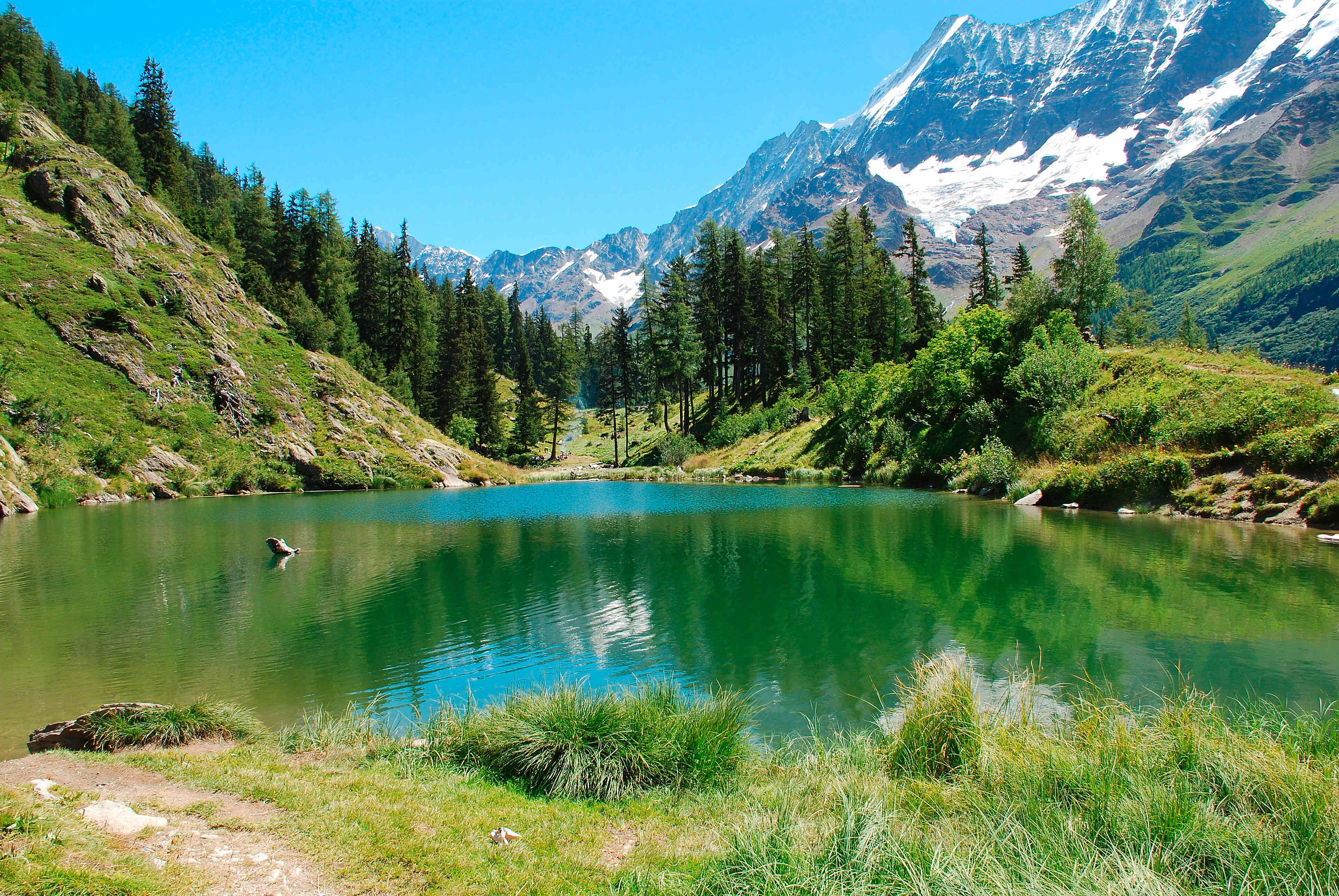
Der nordöstlich von Blatten, zwischen Telli- und Fafleralp gelegene Schwarzsee auf 1860 Metern, ein typischer Karsee

### Flora
Die Alpenflora des Lötschentals lässt sich in Vegetationsstufen gemäss der penninischen Höhenstufenfolge unterteilen. Diese ist bestimmt vom kontinental trockenen Klima der Westalpen. Das Lötschental wird geprägt von staudenbewachsenen Felsschuttfluren, alpinem Rasen, subalpinem Nadelgehölz und Zwergstrauchgesellschaften. Einen grossen Raum nehmen die Hochgebirgswälder ein. Sie setzen sich grösstenteils aus Lärchen und Fichten zusammen.
In der montanen Stufe bis etwa 1500 Meter, also der Talsohle bis etwa Wiler, überwiegen Grün- und Ackerflächen. Die Waldflächen machen rund 40 Prozent der Fläche aus, es dominiert der Nadelwald. An den auslaufenden Lawinenbahnen und Bachrinnen bestehen in deren Schwemmgebieten Hochstaudenfluren, ausserdem wachsen hier die Pionierpflanze Grünerle sowie andere Kleinsträucher.

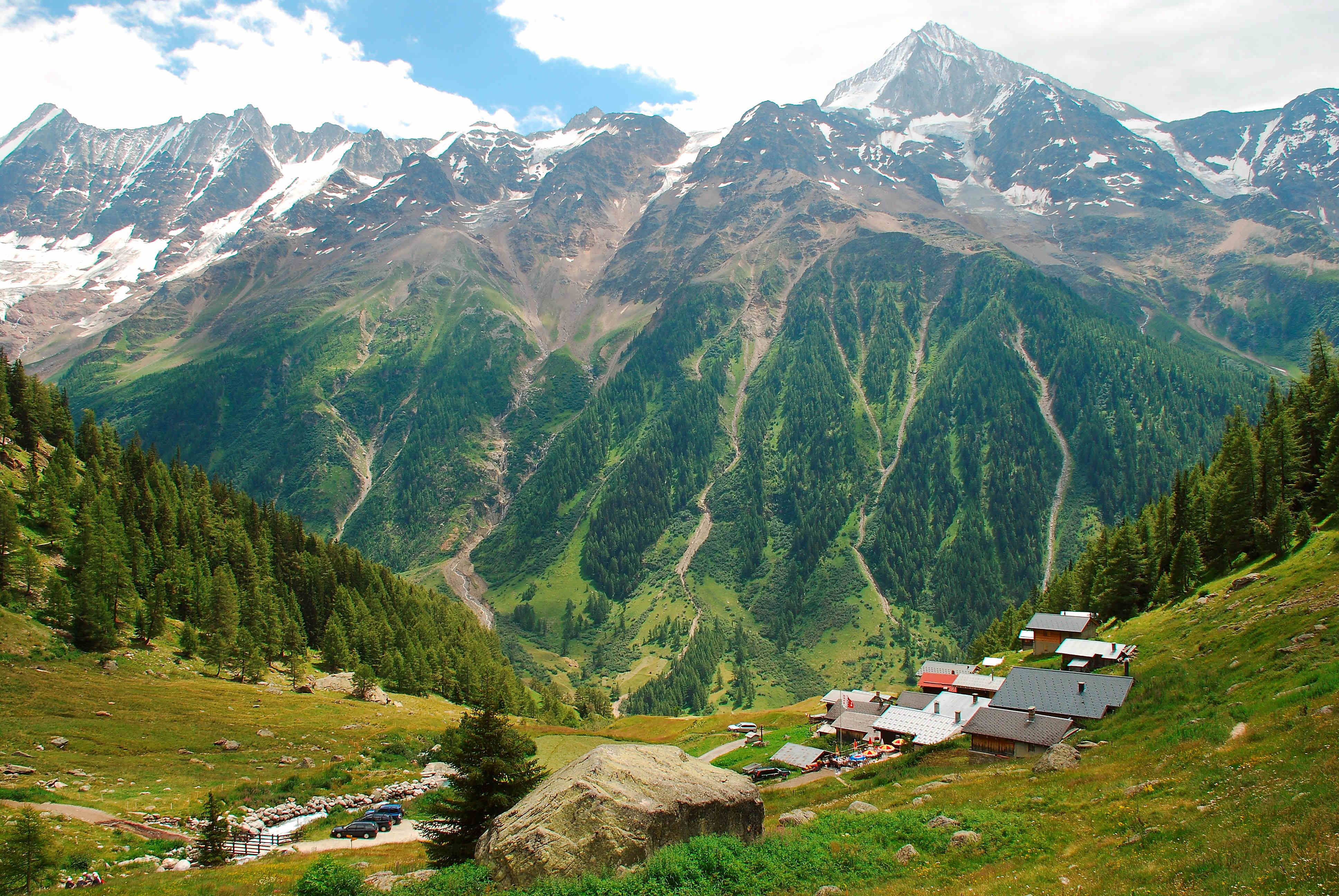
Tellialp nahe Blatten, von Norden aus gesehen. Unterhalb des Bietschhorns sind die Hanggletscher zu erkennen, deren Schmelzwasser die tiefen Erosionsrinnen des Schatthangs schuf. Das Bild wurde vor dem Zusammenbruch des Birchgletschers im Mai 2025 aufgenommen.

In der unteren subalpinen Stufe bis 1800 Meter liegen ausgedehnte Nadelwälder, vorwiegend bewachsen mit Fichten und Föhren, die rund die Hälfte der Fläche einnehmen. Während der südliche Schatthang durchgehend bewaldet ist, bestehen am nördlichen Sonnhang nur Bannwaldgebiete oberhalb der Ortschaften. Die Flächen des Tals und des Sonnhangs werden weitgehend landwirtschaftlich genutzt.
Im oberen Teil der subalpinen Stufe bis 2200 Meter geht der Wald zunehmend zurück, bis die natürliche Baumgrenze bei etwa 2200 Metern erreicht ist. Die reale Baumgrenze ist allerdings an der Nordflanke zu Gunsten der Alpweiden grösstenteils auf 2000 Meter gesenkt worden. In diesem Gebiet wachsen Zwergsträucher und alpiner Rasen, Hochstaudenflur beherrscht das Bild. In ihr liegen die meisten Alpen des Tals und deren Weideflächen. An der Südflanke bilden Lärchen-Arvenwälder bei rund 2200 Meter die Grenze der Bewaldung.
In der alpinen Stufe bis 2500 Meter nehmen die unbewachsenen Flächen zu, Felsschuttfluren und Felsen dominieren das Bild. Es herrscht eine Schneetälchenvegetation vor. Hier wachsen kleinere Sträucher, Matten und alpiner Rasen, vorwiegend Borstgras. In höheren Lagen existieren Moose und Flechten. Zwischen 2500 und 3000 Metern ist die Vegetationsgrenze erreicht.

### Fauna
Die Alpenfauna des Lötschentals deckt sich weitgehend mit derjenigen des übrigen Wallis. An Säugetieren sind insbesondere Alpensteinbock, Gämsen, Hirsche, Schneemaus und Murmeltiere anzutreffen. Ausserdem leben dort Alpenschneehuhn, Alpensteinhuhn und Birkhuhn. In den weitgehend naturbelassenen alpinen Flächen finden sie einen ungestörten Lebensraum.
Der in Mitteleuropa seltene Steinadler ist im Lötschental heimisch. Auch sind die Anfang des 20. Jahrhunderts im Wallis als ausgerottet geltenden Tierarten Luchs und Wolf im Lötschental wieder anzutreffen. Während der Luchs dank Aussetzungen in anderen Kantonen ins Lötschental fand, wandern Wölfe von alleine seit 1995 aus Italien und Frankreich zurück in die Schweiz. Im Rahmen des «Wolf-Projekts Schweiz» wurde vom Bundesamt für Umwelt die Wiedereinwanderung von Wölfen im Oberwallis begleitet. Gegen die Anwesenheit des Wolfes gibt es Vorbehalte der Kleinviehhalter. In der Nutztierhaltung des Lötschentals dominiert die Schaf- und Rinderhaltung. Vor allem die Schafhalter fürchten um die Sicherheit ihrer Tiere.

## Besiedlung und Infrastruktur

Übersichtsplan des Lötschentals

Im Lötschental befinden sich vier eigenständige Gemeinden. Ihre Zentren liegen allesamt im Bereich der Talsohle des oberen Lötschentals, im schroffen unteren Drittel des Tals befinden sich lediglich kleinere Siedlungsplätze. Das untere Taldrittel gehört zu den Gemeindegebieten von Gampel-Bratsch und Steg-Hohtenn.
Ferden auf 1375 Metern ist die erste Gemeinde zu Beginn des sich öffnenden Tals. Ihm folgen der Hauptort Kippel und Wiler, die nur wenige hundert Meter trennen. Alle drei Gemeinden schliessen sich an das nördliche Ufer der Lonza an. Im oberen Teil des Tales befindet sich Blatten.
Bis zum Bau des 2,4 Kilometer langen Mittal-Tunnels als Ersatz für die Zufahrtsstrasse durch das enge Lonzatal war das Lötschental vor allem im Winter immer wieder durch Geröll- und Lawinenabgänge für einige Tage von der Aussenwelt abgeschnitten.

### Ferden

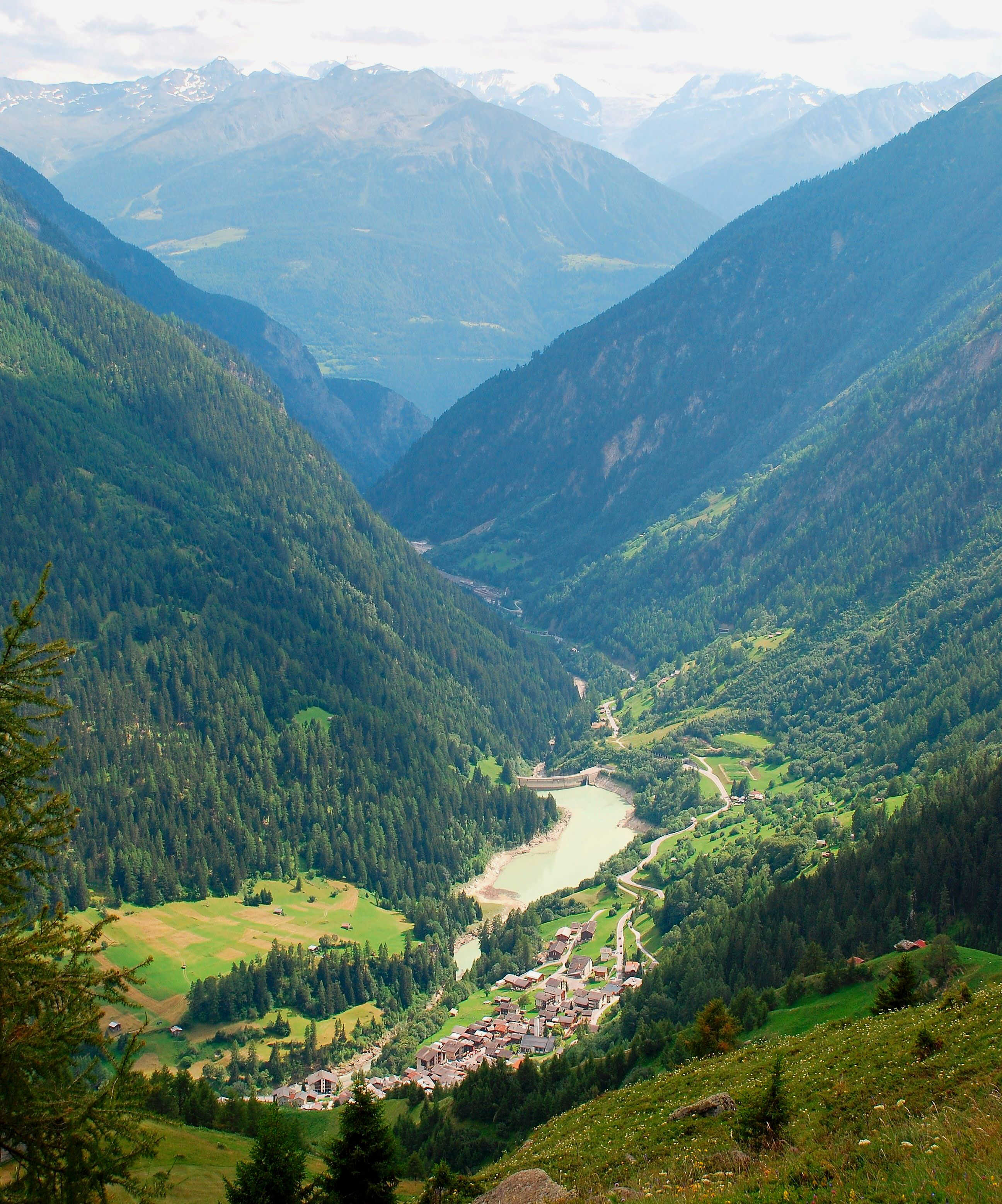
Ferden von Norden aus gesehen mit Lonzastausee und Blick in das untere Lötschental bis zum Rhonetal

Ferden liegt am Fusse des Nordhangs des Hohgleifen, am nördlichen Ufer des Lonza-Stausees. Es wurde erstmals 1380 als Verdan urkundlich erwähnt. Die 342 Einwohner (Stand 2007) des Ortes verteilen sich auf den Hauptort, den Weiler Goppenstein sowie drei bewirtschaftete Alpen. Nach Blatten ist Ferden die flächenmässig zweitgrösste Gemeinde des Tals. Einst bestand Ferden aus einer Ansammlung von Höfen, die sich im Laufe der Jahrhunderte um den heutigen Ortskern sammelten. Daher erhielt der Ort seine noch bestehende Haufendorfstruktur. Im Jahr 1956 löste sich Ferden vom Lötschentaler Hauptort Kippel und ist seither eine eigenständige Gemeinde.
Zu Ferden gehören drei Alpen nördlich und westlich des Ortes. Oberhalb von Goppenstein liegt auf 2037 Metern die Faldumalp, einige Kilometer nördlich die Restialp (2098 m ü. M.). Im weiten Taleinschnitt des Färdanbaches, der in seinem Namen eine alte Schreibweise des Ortes Ferden trägt und westlich davon in den Lonzastausee mündet, befindet sich die Kummenalp (2086 m ü. M.). Alle drei Alpen sind im Sommer bewirtschaftet. Heute werden die traditionellen Hütten vorwiegend von Einheimischen als Ferienhäuser genutzt, Vieh- und Alpwirtschaft nur noch vereinzelt gewerbsmässig betrieben. Obwohl die Alpen entlang des Lötschentaler Höhenweges liegen und für Wandertouristen gut erschlossen sind, bestehen hier nur vereinzelt Übernachtungsmöglichkeiten.
Südwestlich des Ortes befindet sich der Stausee Ferden. Seine Staumauer staut die Lonza in einer Länge von rund zwei Kilometern auf. Sie stammt aus dem Jahr 1975 und ist als 67 Meter hohe Bogenstaumauer mit einer Breite der Krone von 126 Metern ausgeführt; 34'000 Kubikmeter Beton wurden für die Staumauer verbaut. Der See hat ein Volumen von 1'890'000 Kubikmetern, wobei der Wasserstand je nach Schmelzwassermenge stark variieren kann.

### Goppenstein

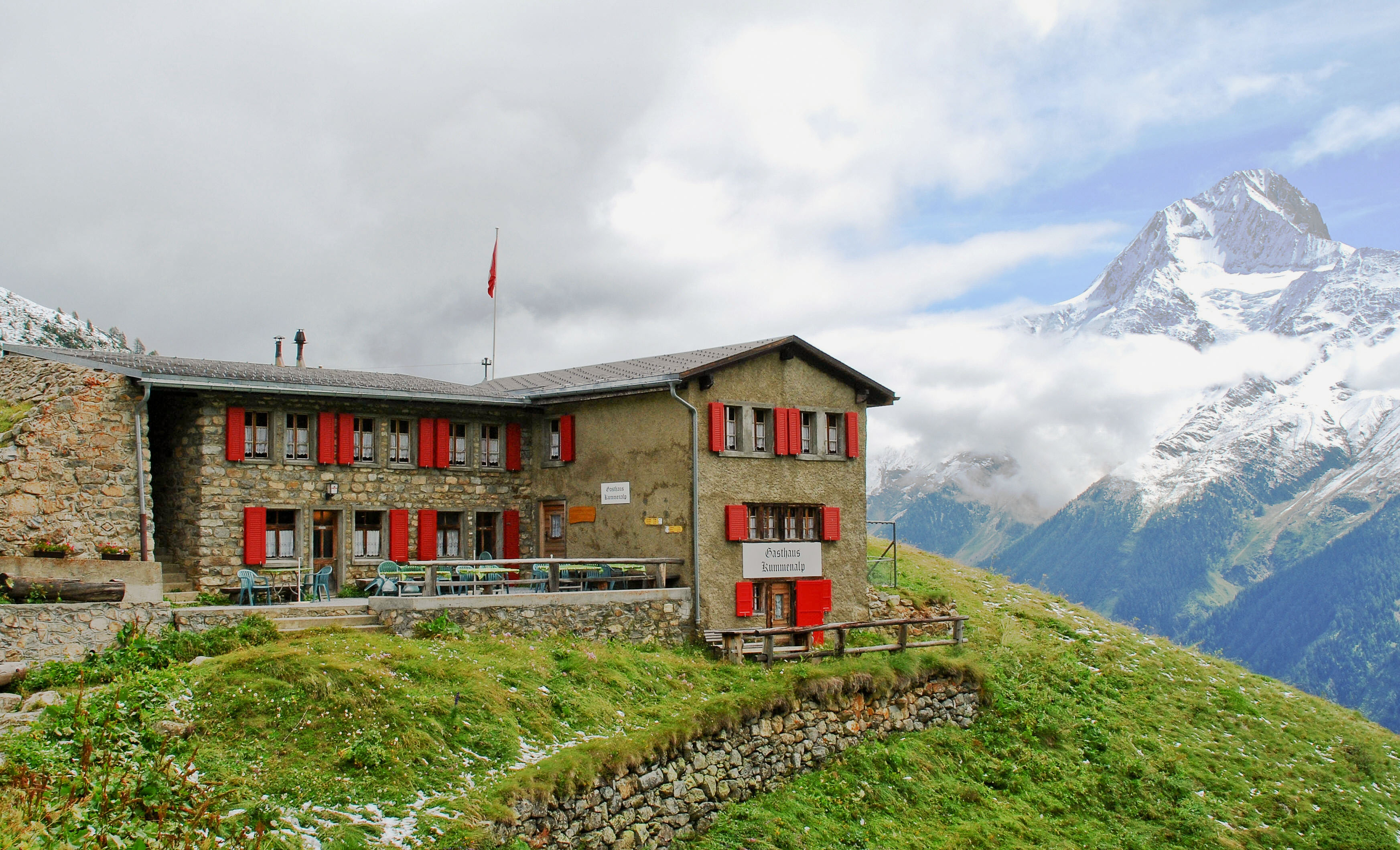
Bewirtschaftete Alphütte auf der Kummenalp, im Hintergrund das südöstlich gelegene Bietschhorn

Südlicher im engen Tal der Lonza liegt auf 1216 Meter Goppenstein. Es beherbergt den Bahnhof der Lötschberglinie, die von der BLS AG betrieben wird. Neben dem Bahnhof bestehen umfassende Anlagen zur Verladung von Autos und Lastwagen zum Bahntransfer durch den Lötschbergtunnel, dessen Südportal sich unmittelbar im Ort befindet.
Zu Beginn des 20. Jahrhunderts lebten während der Bauarbeiten für den Eisenbahntunnel weit über dreitausend Arbeiter in dem kleinen Ort, der für wenige Jahre zu einer der grössten Ansiedlungen des Wallis wurde. Heute leben nur wenige Menschen in dem stark verkehrsbelasteten Weiler.
Das heute nicht mehr bewohnte Mittal ist ein kleiner Weiler auf dem Gemeindegebiet von Steg-Hohtenn an der alten Talstrasse südlich von Goppenstein. Im 19. Jahrhundert bestanden hier einige Minen, in denen Arbeiter aus dem Tal tätig waren. Seit der Mitte des Jahrhunderts bestand zum Abtransport der Minenerzeugnisse ein Karrenweg ins Rhonetal.

### Kippel

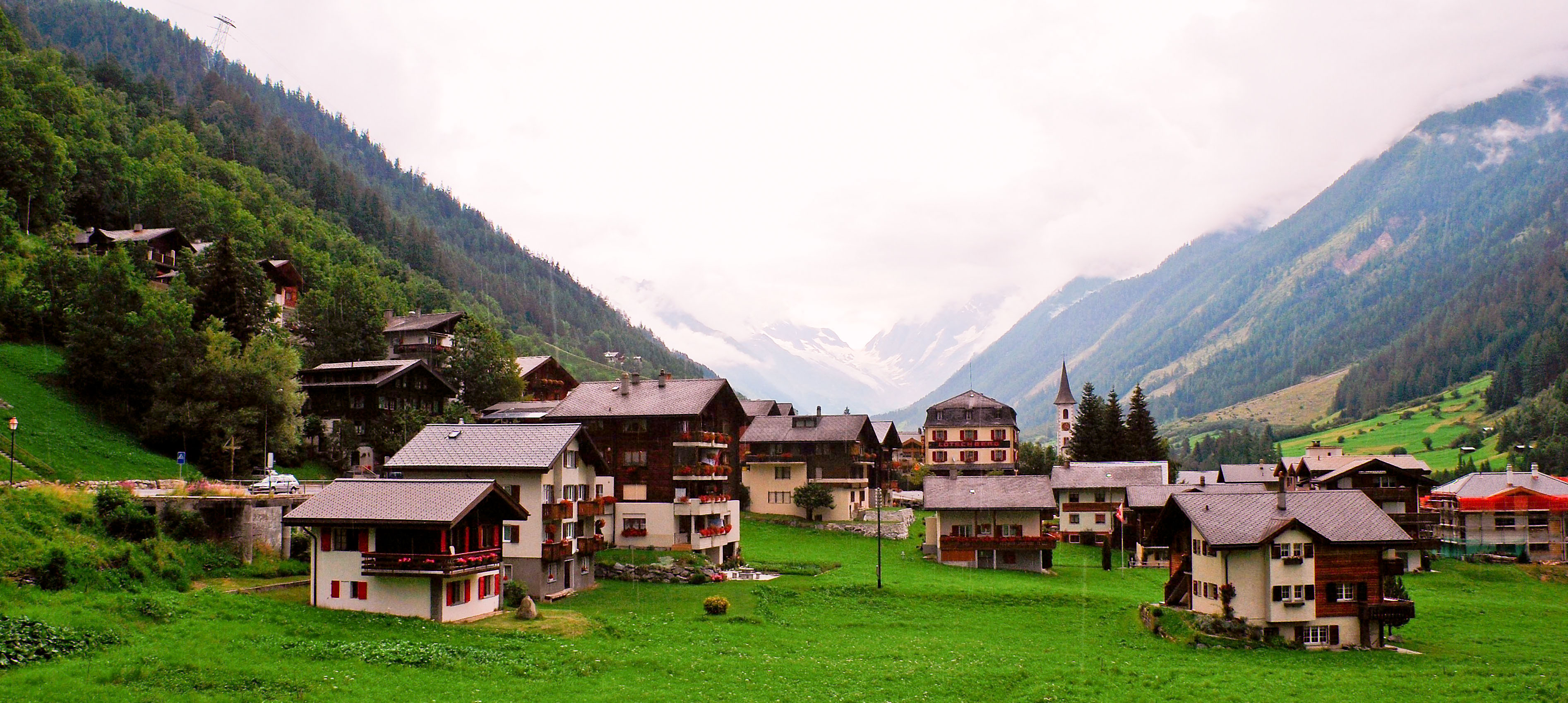
Kippel von Westen aus gesehen. Zu erkennen ist die 1742 dem hl. Martin geweihte Pfarrkirche.

Kippel (1376 m ü. M.) ist der traditionelle Hauptort des Lötschentals. Die Geschichte der Pfarrei geht bis in das Jahr 1233 zurück. Bis ins späte 19. Jahrhundert war sie die einzige im Lötschental und somit das geistliche Zentrum der vier Dörfer. Heute leben in Kippel 383 Menschen (Stand 2007). Seit 1960 besteht in Kippel die einzige Schule des Tales, 1982 wurde im Ort das Lötschentaler Museum eingerichtet. Im Jahr 1923 zerstörte eine Lawine grosse Teile von Kippel, die zum Teil beschädigte Pfarrkirche aus dem Jahr 1742 wurde erst 1977 wieder in ihren Originalzustand versetzt. Neben traditionellen Walliser Blockbauten prägen einige Hotels der Jahrhundertwende den Ort.
Zu Kippel gehört die nördlich auf 2048 Metern liegende Hockenalp, die seit den 1950er-Jahren mit einem Skilift zu erreichen war. Ende der 1970er-Jahre wurde der Lift stillgelegt, nachdem die Luftseilbahn zur Lauchernalp im Nachbarort Wiler den Betrieb aufgenommen hatte.

### Wiler

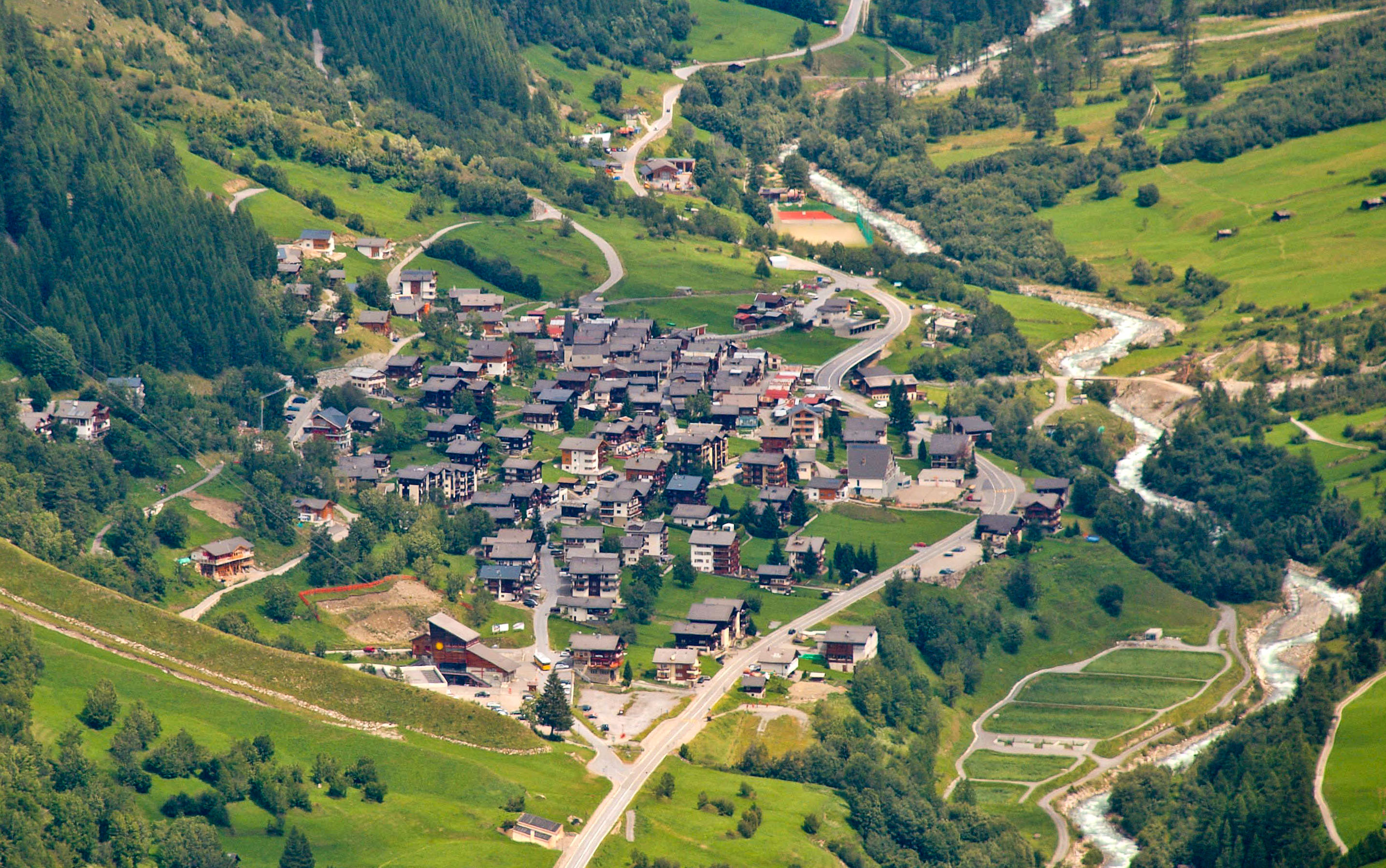
Wiler von der Faldumalp aus gesehen, am Ortseingang ist die Talstation der Luftseilbahn zur Lauchernalp zu erkennen

Wiler (1419 m ü. M.) ist mit 538 Einwohnern die bevölkerungsreichste Gemeinde des Tals. Der zu grossen Teilen noch aus traditionell Walliser Bausubstanz bestehende Ort wurde am 17. Juni des Jahres 1900 von einer schweren Brandkatastrophe heimgesucht, bei der grosse Teile des Dorfes vernichtet wurden. Seither wird dieser Tag als Roter Segensonntag bezeichnet.
Zu Wiler gehört die touristisch am besten erschlossene Alp des Tals, die Lauchernalp. Sie ist über die einzige Luftseilbahn des Lötschentals erreichbar und ist der Ausgangspunkt vieler Wanderrouten.

### Blatten

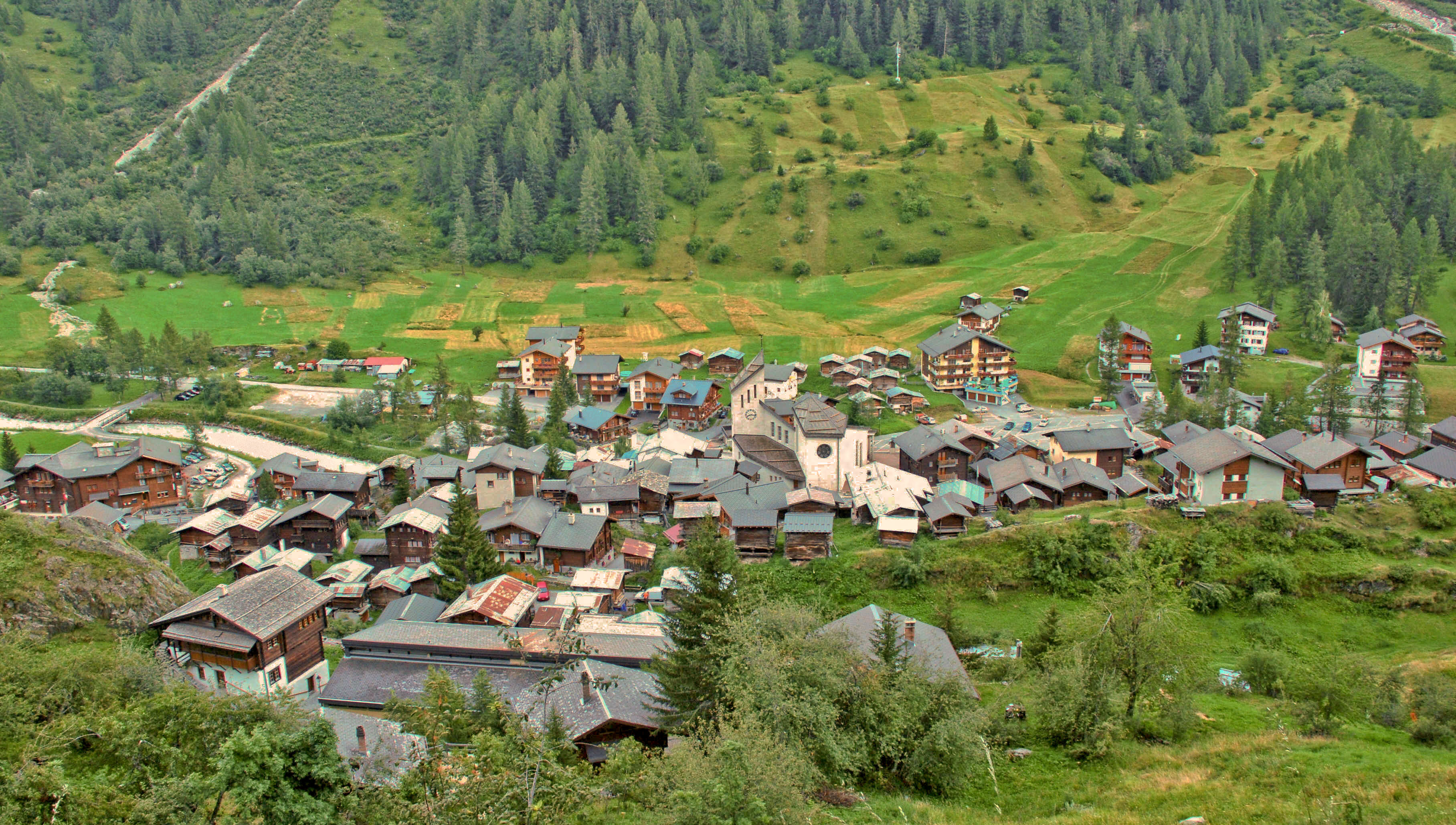
Das von der Lonza durchflossene Blatten von Norden aus fotografiert. Im Ortsmittelpunkt ist die 1985 errichtete neue Pfarrkirche zu sehen. Der grösste Teil des Ortes wurde im Mai 2025 zerstört.

Blatten (1540 m ü. M.) ist die oberste und flächenmässig grösste Gemeinde des Lötschentals. 1898 löste sich Blatten als erster Talort von Kippel und ist seither eine eigenständige Gemeinde. In dem 1433 erstmals als uffen der Blattun erwähnten Ort lebten 2007 311 Menschen. Der unbewohnte Weiler Kühmatt, in dem sich seit 1654 eine barocke Wallfahrtskapelle befindet, liegt östlich des Hauptorts. Weissenried (1706 m ü. M.) am nördlichen Berghang, Eisten und Ried, in dem 1868 das erste Hotel des Tales errichtet wurde, gehören ebenfalls zu Blatten.
Östlich von Blatten liegen die Fafler-, die Gletscher- und die Guggialp. Die Talstrasse reicht seit 1972 bis zur Fafleralp, die einen wesentlichen touristischen Anziehungspunkt und Ausgangsort für Wanderungen zum Anungletscher bildet. Nördlich von Blatten liegen die Weritz- und die Tellialp, unweit derer sich auf 1860 Metern Höhe der Schwarzsee befindet.
Blatten wurde in Erwartung eines Bergsturzes im Mai 2025 vollständig evakuiert und am 28. Mai 2025 zu grossen Teilen von Geröllmassen verschüttet.

### Alpen

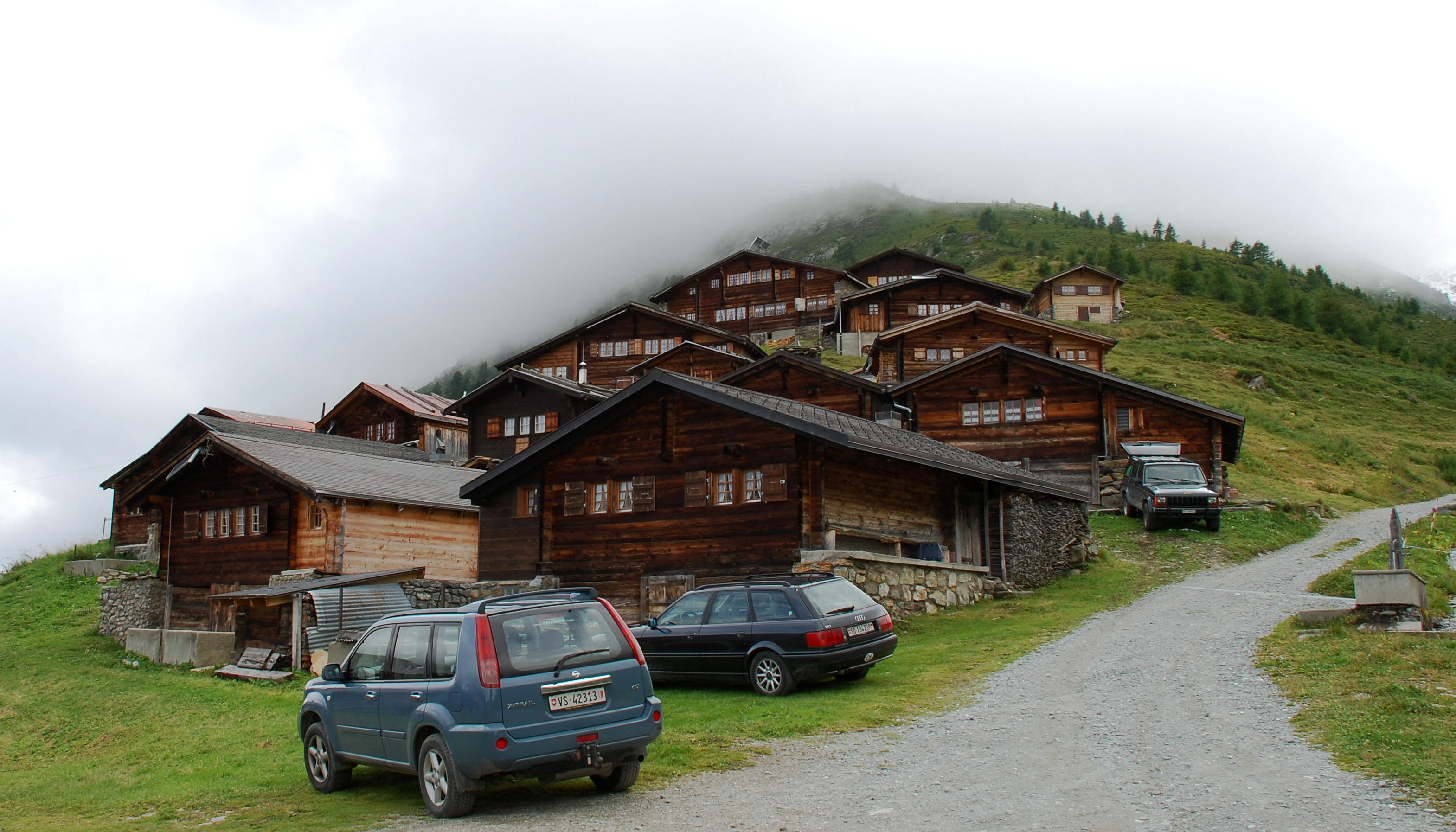
Die zur Gemeinde Ferden gehörende Faldumalp liegt auf einer Höhe von 2037 Metern und wird im Sommer bewirtschaftet

Im Lötschental bestehen zahlreiche, den Gemeinden zugeordnete Alpen. Zu Ferden gehören die Faldum-, die Resti- und die Kummenalp. Die Hockenalp hat in Kippel ihren Talort, die Lauchern ist Teil der Gemeinde Wiler. Die Weritz-, Telli-, Fafler-, Gletscher- und Guggialp liegen auf Blattener Gebiet.
Alle grösseren Alpen verfügen über mindestens ein im Sommer bewirtschaftetes Gasthaus und eine eigene Bergkapelle, in denen in regelmässigen Abständen die Pfarrer der Talpfarreien Gottesdienste abhalten. Die meisten Alphütten werden heute als Ferienhäuser für Einheimische, aber auch Talfremde genutzt.
Die Alpbewirtschaftung in den Sommermonaten war für die Talbevölkerung bis in die erste Hälfte des 20. Jahrhunderts ein wesentlicher Bestandteil des Lebensunterhalts und bestimmte massgeblich deren Arbeits- und Lebensgewohnheiten. Ab der Mitte des Jahrhunderts gewannen sie zunehmend als Touristenherbergen und Sehenswürdigkeiten an Wert, Haupterwerbs-Alpwirtschaft wird kaum mehr betrieben.

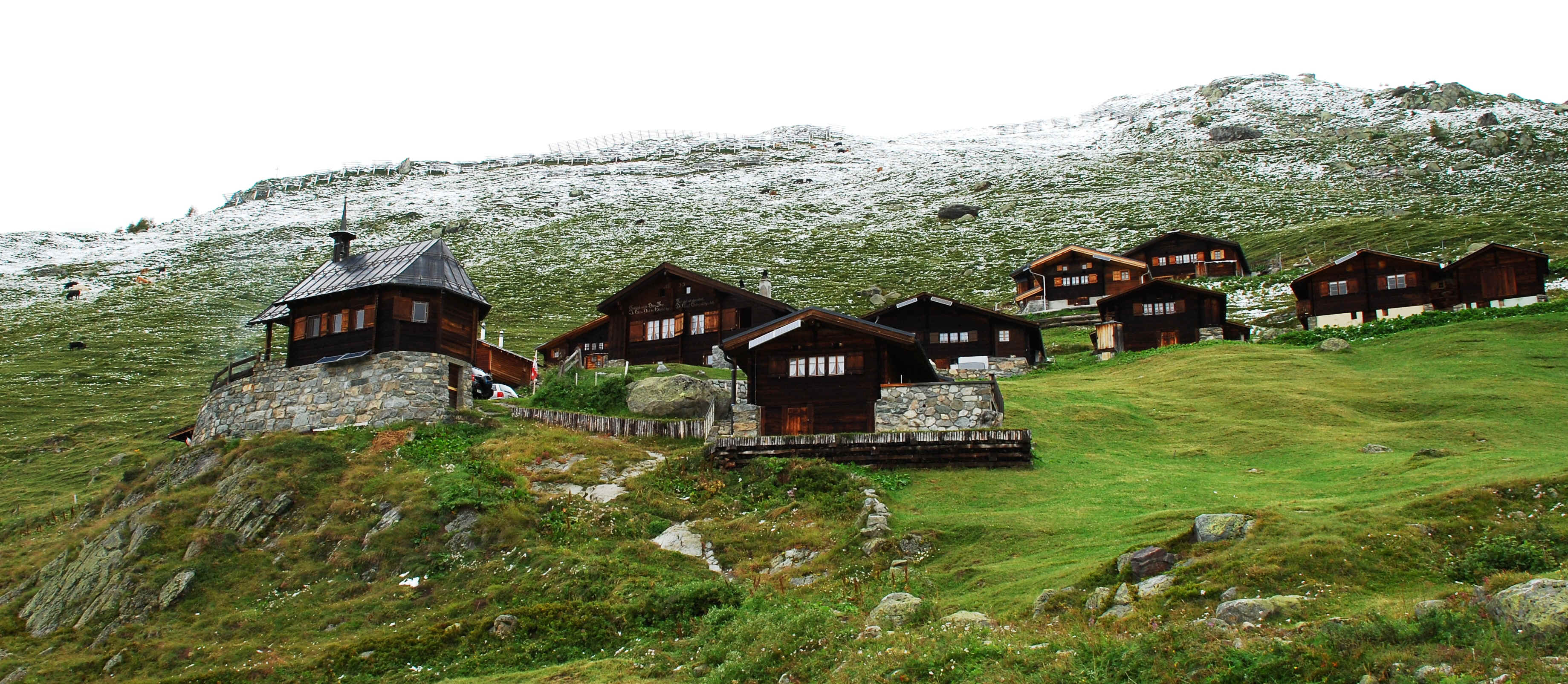
Hockenalp oberhalb von Kippel, im Vordergrund die 1932 errichtete Kapelle

In den 1950er-Jahren richtete der Schweizer Pfadfinderbund ein Sommerlager auf der Faldumalp ein, zur selben Zeit wurde ein erster Schlepplift für den Wintersport zur Hockenalp errichtet. In den 1970er-Jahren begann der Ausbau der Lauchernalp zum Wintersportzentrum des Tals, hierzu wurde 1972 die Luftseilbahn Wiler-Lauchernalp in Betrieb genommen.
Einen touristischen Anziehungspunkt bildet die Fafleralp, die einzige seit 1972 mit dem Auto und dem Postauto auf öffentlichen Strassen erreichbare Alp des Tales. Ihre Lage am oberen Ende das Lötschentals zu Füssen des Anungletschers lockt zahlreiche Tagesgäste an. Auf der Alp besteht neben einem Hotel und mehreren Gaststätten auch ein Campingplatz.
Die Lauchernalp und die Kummenalp liegen auf dem historischen Aufstiegsweg zum Lötschenpass und besitzen eine lange Tradition als Herbergen und Gastlager. Gleiches gilt für die Restialp unterhalb des Restipasses, der nach Leukerbad führt.

### Lötschenpass

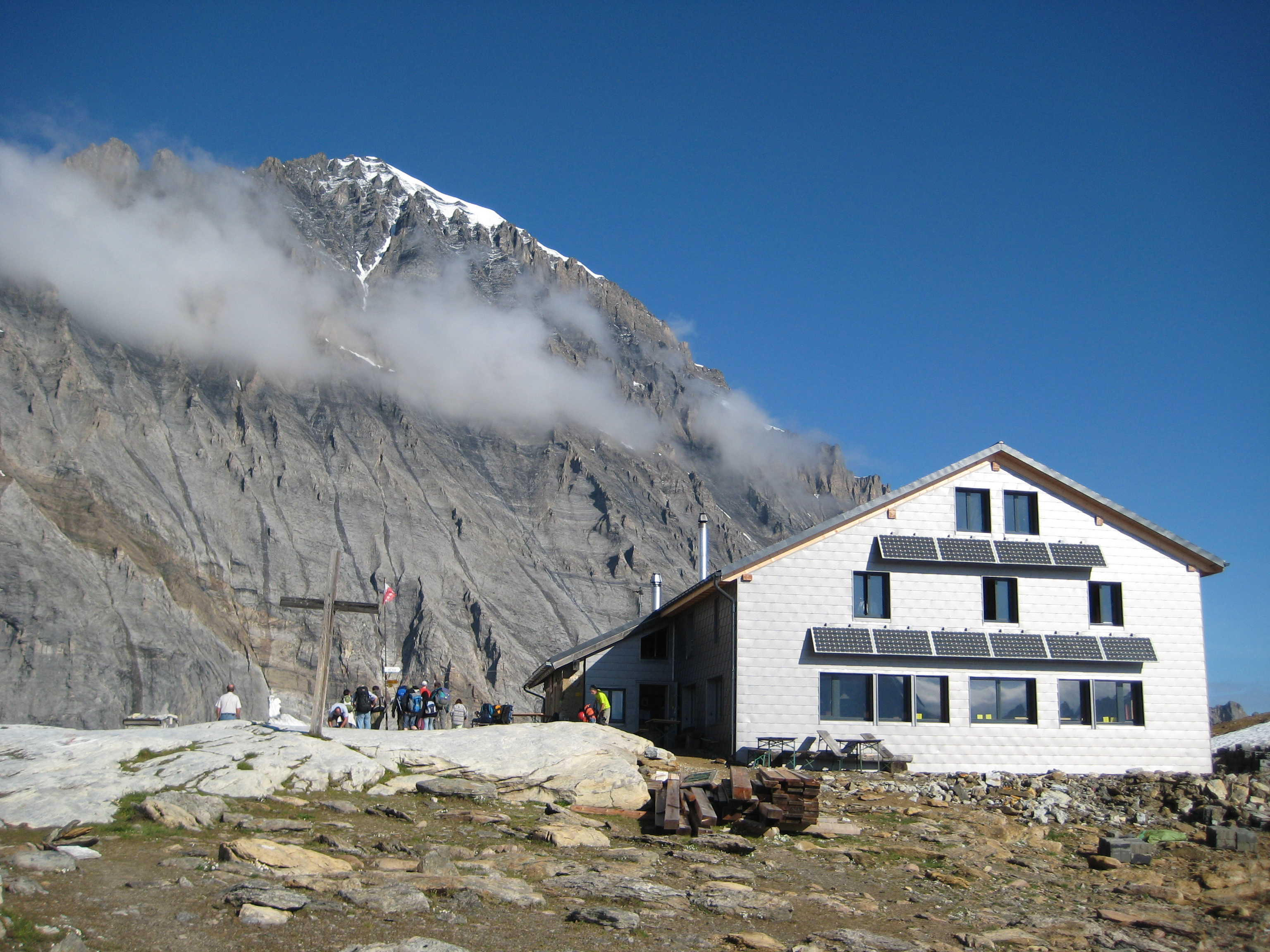
Die Lötschenpasshütte nach dem Umbau im Sommer 2008. Im Hintergrund die schroffe Ostwand des Balmhorns.

Der Lötschenpass ist ein Alpenübergang über den Kamm der Berner Alpen, der das Lötschen- mit dem Kandertal verbindet. Die Passhöhe liegt auf 2690 m ü. M., rund fünf Kilometer nördlich von Ferden. Der traditionelle Aufstiegsweg verläuft, im Sommer, von Süden kommend, durch das untere Lötschental über Goppenstein nach Wiler, der Lonza folgend. In Wiler beginnt der wesentliche Aufstieg zunächst zur Lauchernalp, dann zur Lötschenpasshütte und zur Passhöhe. Abgestiegen wird über Selden ins Kandertal, dann der Kander folgend über Kandersteg ins Berner Oberland. Im Winter ist der Lötschenpass mit der Gondelbahn via Hockenhorngrat erreichbar. Ab Mitte Januar ist die Lötschenpasshütte durchgehend bewartet.
Schon zu prähistorischer Zeit begingen Menschen den Pass, wie Funde aus der Bronze- und Eisenzeit belegen. Seit der Römerzeit bis ins Mittelalter galt der Lötschenpass neben dem Gemmipass als wichtigste Verbindung zwischen dem Berner Oberland und dem Wallis. Als Handelsweg hatte er vor allem als Verlängerung der aus Oberitalien kommenden Simplonroute in die Nordschweiz eine grosse Bedeutung. Die Reisenden und Händler verschafften den an der Aufstiegsroute gelegenen Orten bescheidenen Wohlstand.
Im Jahr 1519 wurde die erste Hütte an der Passhöhe des Saumpfades errichtet. Im 17. Jahrhundert begannen Berner mit dem Bau einer Strasse über den Pass. Religiöse Konflikte zwischen Bernern und Wallisern führten allerdings zu einem Zerwürfnis und bedeuteten das Ende der Baumassnahmen. Überreste der teilweise fertiggestellten Strasse sind an der Nordseite des Passes zu erkennen. In der Folgezeit verlor der nur zu Fuss begehbare Alpenübergang zunehmend an Bedeutung. Im 19. Jahrhundert richtete die Schweizer Armee einen Wachposten an der Passhöhe ein, der nach dem Zweiten Weltkrieg zu einer neuen Passhütte umfunktioniert und schrittweise ausgebaut wurde.

## Geschichte

### Vorgeschichte und Römerzeit

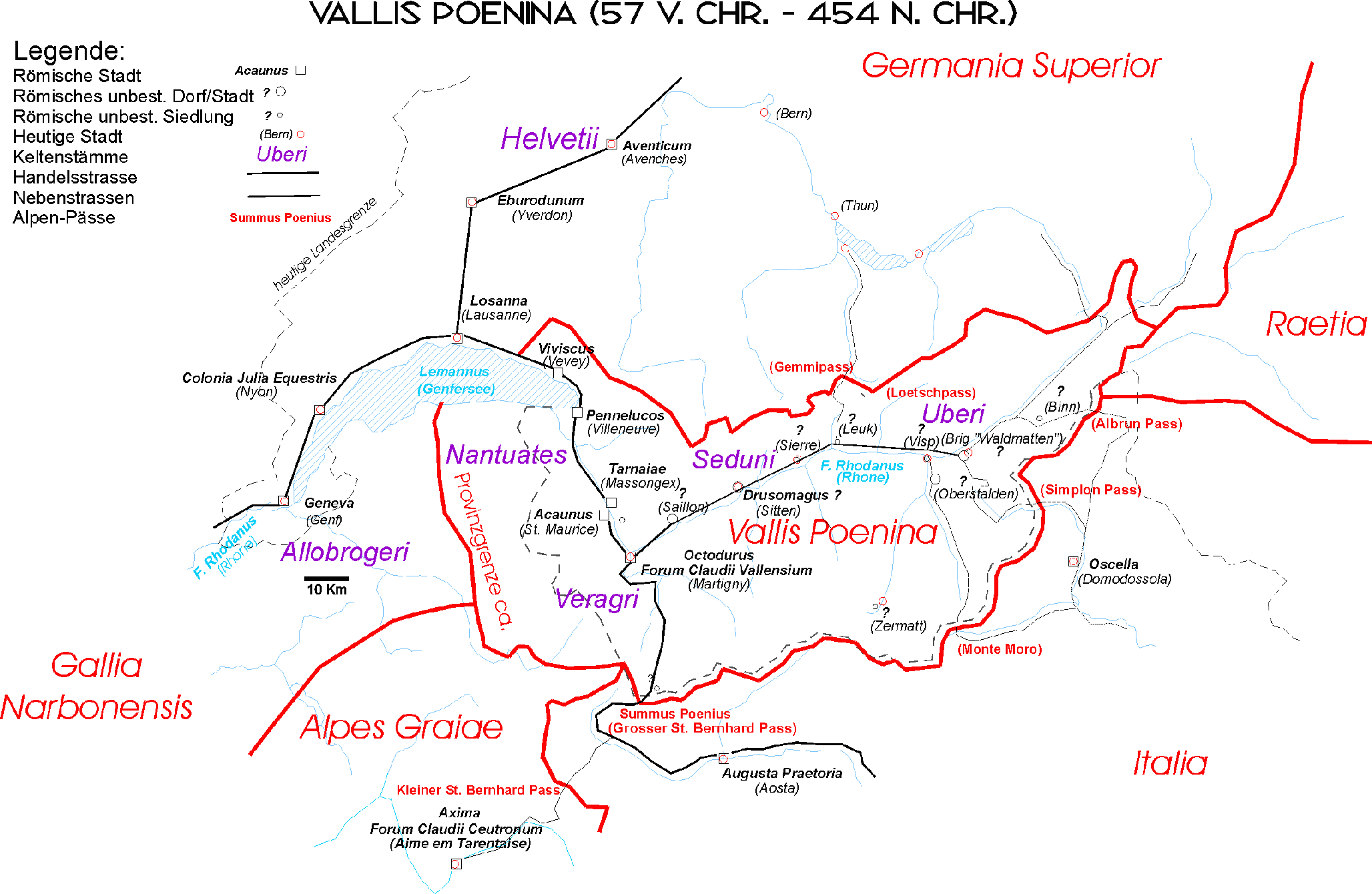
Das Gebiet des heutigen Wallis gehörte zur Römerzeit mit seiner Provinzhauptstadt Forum claudii vallensium (Martigny) vornehmlich zur Provinz Alpes Graiae et poeninae. Das Lötschental mit dem Fussweg über den Lötschenpass stellte damals einen Handelsweg in die nördlich gelegene römische Provinz Germania superior dar.

Funde aus der Bronze- und der Eisenzeit am Lötschenpass und dessen Aufstiegsweg über Kippel zeugen von einer frühen Bedeutung als Handelsweg. Ausgrabungen keltischer Brandgräber bei Kippel lassen auf eine vorrömische Besiedelung schliessen. Im Oberwallis siedelten die keltischen Uberer. Im 1. Jahrhundert v. Chr. eroberten die Römer das Gebiet des heutigen Wallis mit dem Lötschental und machten es zur römischen Provinz Vallis Poeninae (spätestens ab der Verwaltungsreform des Diokletian um 300 n. Chr. zusammengefasst mit Alpes Graiae als Alpes Graiae et Poeninae).

### Völkerwanderung und Mittelalter
Ab dem 3. Jahrhundert n. Chr. überfielen immer wieder alamannische und burgundische Stämme Gallien, Raetia sowie das angrenzende Wallis. Im Jahr 277 schlugen römische Legionen die Alamannen bei Acaunus (dem heutigen Saint-Maurice VS). Das 4. Jahrhundert prägten taktische Bündnisse auf Zeit zwischen Römern und Burgunden. Mal zogen die Römer gemeinsam mit den Burgunden gegen die verstärkt einfallenden Alamannen in den Kampf, dann kam es wieder zu Kämpfen gegen die aufkommenden Burgunden. Im Jahr 435 errang der römische Heerführer Flavius Aëtius in Belgica I gegen die Burgunden einen entscheidenden Sieg. Im darauffolgenden Jahr wurde deren Reich von den mit den Römern verbündeten Hunnen und Herulern endgültig vernichtet. Die überlebenden Burgunden siedelten als Foederaten in Savoyen und dem Wallis. Nach dem Tod von Flavius Aëtius 454 endete die römische Herrschaft über das Wallis, das an die nun hier lebenden Burgunden fiel und bis 1032 in deren Besitz blieb. Burgund war seit der Eroberung durch die Franken 534 ein fränkisches Teilreich, das nach der Fränkischen Reichsteilung als Königreich Burgund fortbestand.

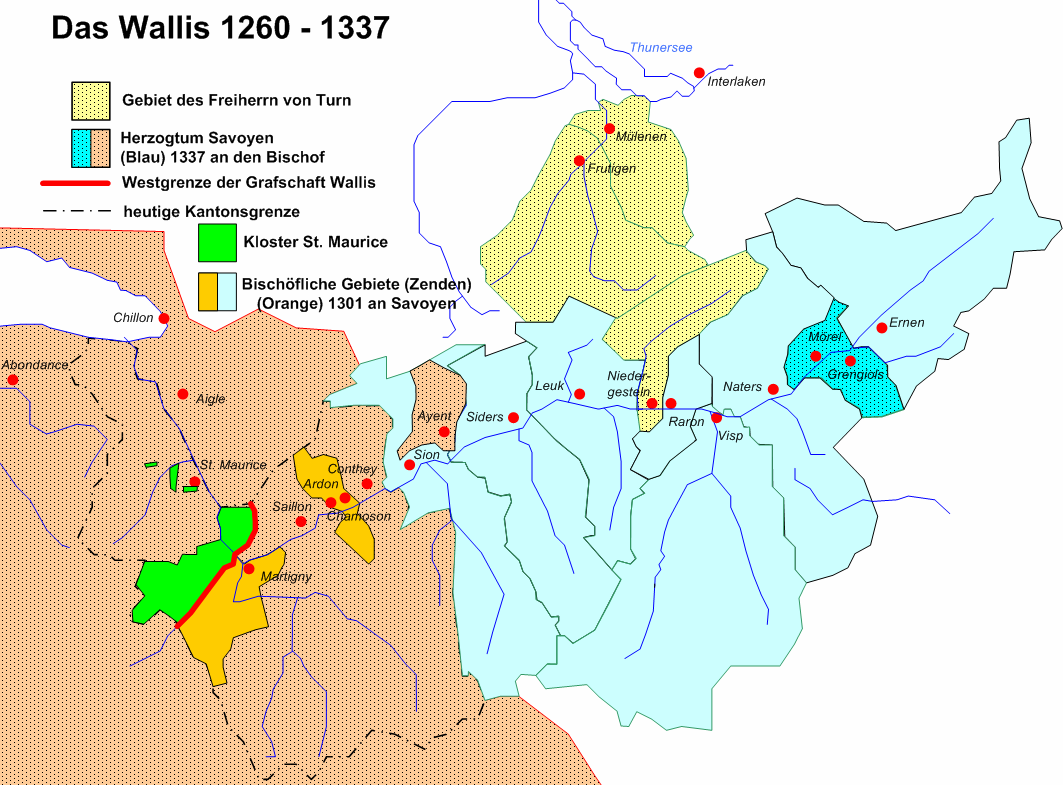
Wallis und Lötschental während der Herrschaft der Herren von Turn

Die in Süddeutschland von den Franken bedrängten Alamannen siedelten ab dem späten 6. Jahrhundert zunehmend in der Nordschweiz und drangen ab dem 8. Jahrhundert über den Gemmi- und den Lötschenpass ins Wallis ein. Nach dem Niedergang der burgundischen Herrschaft kam es im 11. Jahrhundert zu einer raschen Alemannisierung des Oberwallis. Ihre Siedlungen sind ab dem frühen 11. Jahrhundert im Lötschental nachgewiesen (Giätrich bei Wiler nach Ausgrabungen von 1990). Volkstümlichen Überlieferungen nach verdrängten sie dabei ein im Lötschental heimisches Volk, die Schurten, von den fruchtbaren Siedlungsplätzen im Tal. Die Schurten mussten fortan in den kargen Bergwäldern auf der Schattenseite des Tals leben (im Obri Wald nahe Wiler wurden bei ebenjenen Ausgrabungen Reste einer Siedlung entdeckt) und wurden von den Alemannen für ihre Raubzüge gefürchtet. Nach einer anderen Überlieferung handelte es sich um eine in den Wäldern hausende Diebesbande, die Überfälle auf die Dörfer des Tales verübte.
Als 1033 das Königreich Burgund unterging, wurde das Wallis reichsunmittelbar und unterstand somit direkt dem Kaiser des Heiligen Römischen Reichs Deutscher Nation. In der Folgezeit entwickelte sich im Wallis der Kleinadel. Das Lötschental gelangte in den Besitz der Herren von Turn. Im Jahr 1233 stiftete Gyrold von Turn die Pfarrei in Kippel, die erste und bis ins 19. Jahrhundert einzige Pfarrkirche des Tals.
Die Herren von Turn waren in zahlreiche Fehden verstrickt und rangen an der Seite des Hauses Savoyen gegen die Zähringer, die im Namen des Kaisers das Rektorat von Burgund ausübten (1127 bis 1218), um die Vorherrschaft im Wallis. Von zahllosen Auseinandersetzungen und Kriegen geschwächt, schlossen sich im 14. Jahrhundert Walliser Gemeinden zum Schutzbündnis der Zehnden zusammen und beriefen sich auf ihre Reichsunmittelbarkeit. Spätestens 1355 entstand der Bund der sieben Zenden, der aus den Orten Goms, Brig, Visp, Raron, Leuk (die fünf oberen Zehnden) sowie Siders und Sitten (untere Zehnden) bestand. Diese vertrieben die Herren von Turn und ihre savoyischen Verbündeten aus dem Oberwallis und eroberten in der Folgezeit auch das Unterwallis. Fortan verwalteten sie sich selbst und lösten sich im 16. Jahrhundert aus der Unterstellung unter den Bischof von Sitten. Nach der Vertreibung der Herren von Turn wurde auch das Lötschental politisch von den fünf oberen Walliser Zehnden abhängig.
Frühe Erwähnungen des Lötschentals sind de Lyche (1233), de Liech, Lyech (1254, 1282 und noch im 14. und 15. Jahrhundert ganz überwiegend), de Liesc (1278), de Lechun (1300), fan Loechun (1303), von Lötschen (1470), Letschen (1501), Valle Illiacensi (1634). Die Herkunft des Namens ist unsicher, er hat wohl eine keltische Wurzel.

### Das Lötschental in der Neuzeit

Das Lötschental im Besitz der sieben Zehnden (Gesteln-Lötschen)

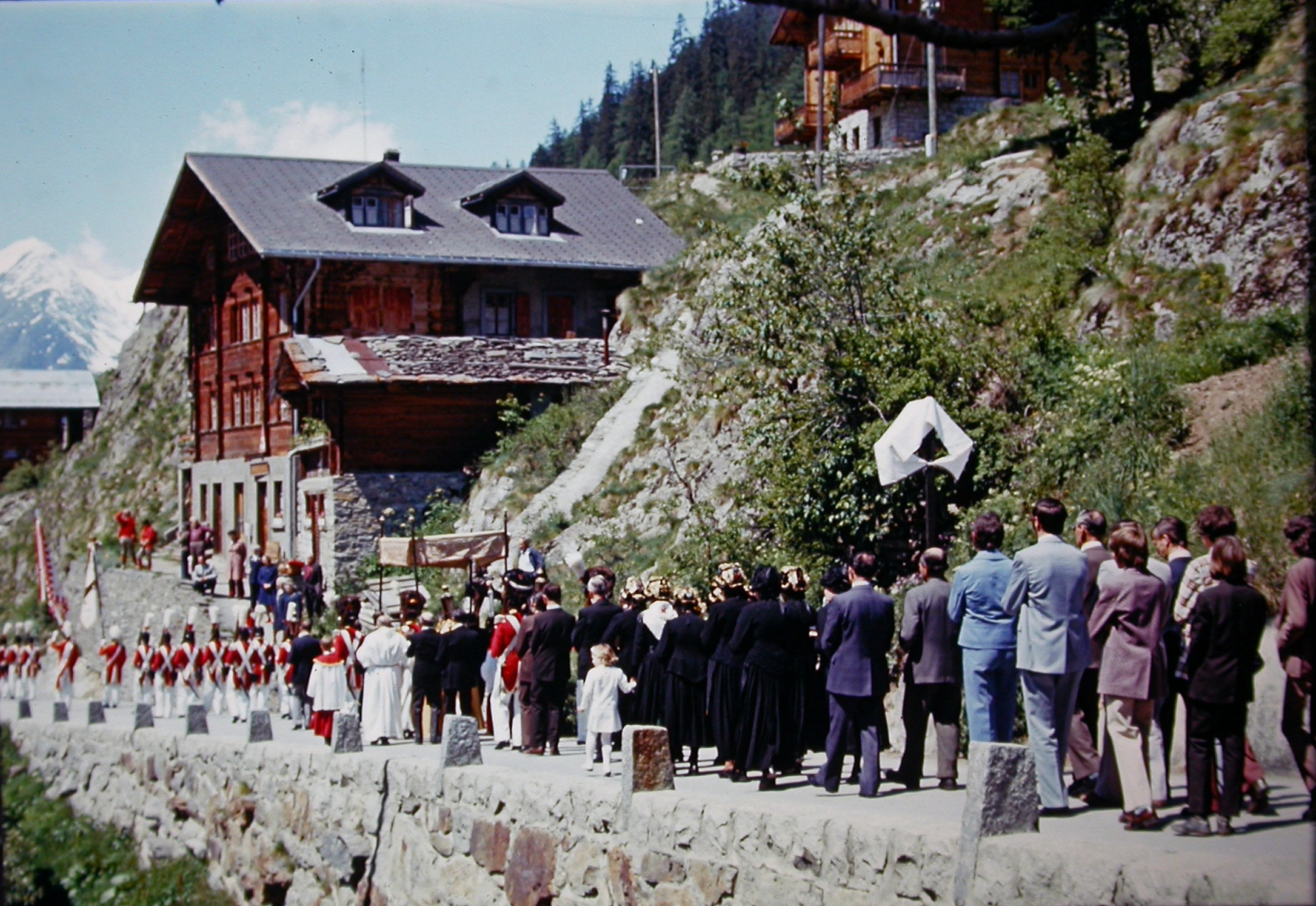
Fronleichnamprozession

Lötschental, Ballonaufnahme von Eduard Spelterini, zwischen 1893 und 1924

Im 17. Jahrhundert begannen auf der Berner Seite des Lötschenpasses die Arbeiten zum Ausbau als Fuhrweg. Im Auftrag des Hauptmanns Abraham von Graffenried sollte die nach ihm Grafenriedsche Strasse genannte Verbindung den Handel stärken. Allerdings scheiterte das Vorhaben an religiösen Unstimmigkeiten und früheren Auseinandersetzungen mit den sieben Zehnden, die ihre Zustimmung für den Weiterbau der Passstrasse auf ihrem Gebiet verweigerten. Die Berner Bevölkerung hatte im Januar 1528 per Volksentscheid den Übertritt zur Reformation beschlossen, das Wallis blieb katholisch. Dies führte ab 1536 zu kriegerischen Konflikten, nachdem Savoyen das Unterwallis an Bern verloren hatte und sich angesichts der Niederlage mit den sieben Zehnden verbündete. Als die Berner aus dem Wallis vertrieben waren, besetzten die sieben Zehnden das Unterwallis und stellten es unter ihre Verwaltung.
Im späten 16. und zu Beginn des 17. Jahrhunderts wütete die Pest im Wallis. Insbesondere in den Jahren 1578 und 1627 war auch das Lötschental betroffen, dessen Taleingang bei Gampel von Pestwachen abgeriegelt wurde.
Im Jahr 1790 kauften sich die Lötscher für 10'000 Kronen von den fünf oberen Zehnden frei, wurden reichsunmittelbar und gaben sich im Jahr 1795 eine eigene Verfassung. Nach der Niederlage der sieben Zehnden gegen Napoleon Bonaparte in der Phynschlacht 1799 wurde das Wallis von französischen Truppen besetzt. Nach einigen Jahren als Republik gliederten die Franzosen das Wallis 1810 als Département Simplon in das napoleonische Reich ein. Nach dem Niedergang Napoléons erklärte das Wallis am 13. März 1814 seine Unabhängigkeit und trat im August des Jahres 1815 nach Beratungen des Wiener Kongresses als 20. Kanton der Schweiz bei.

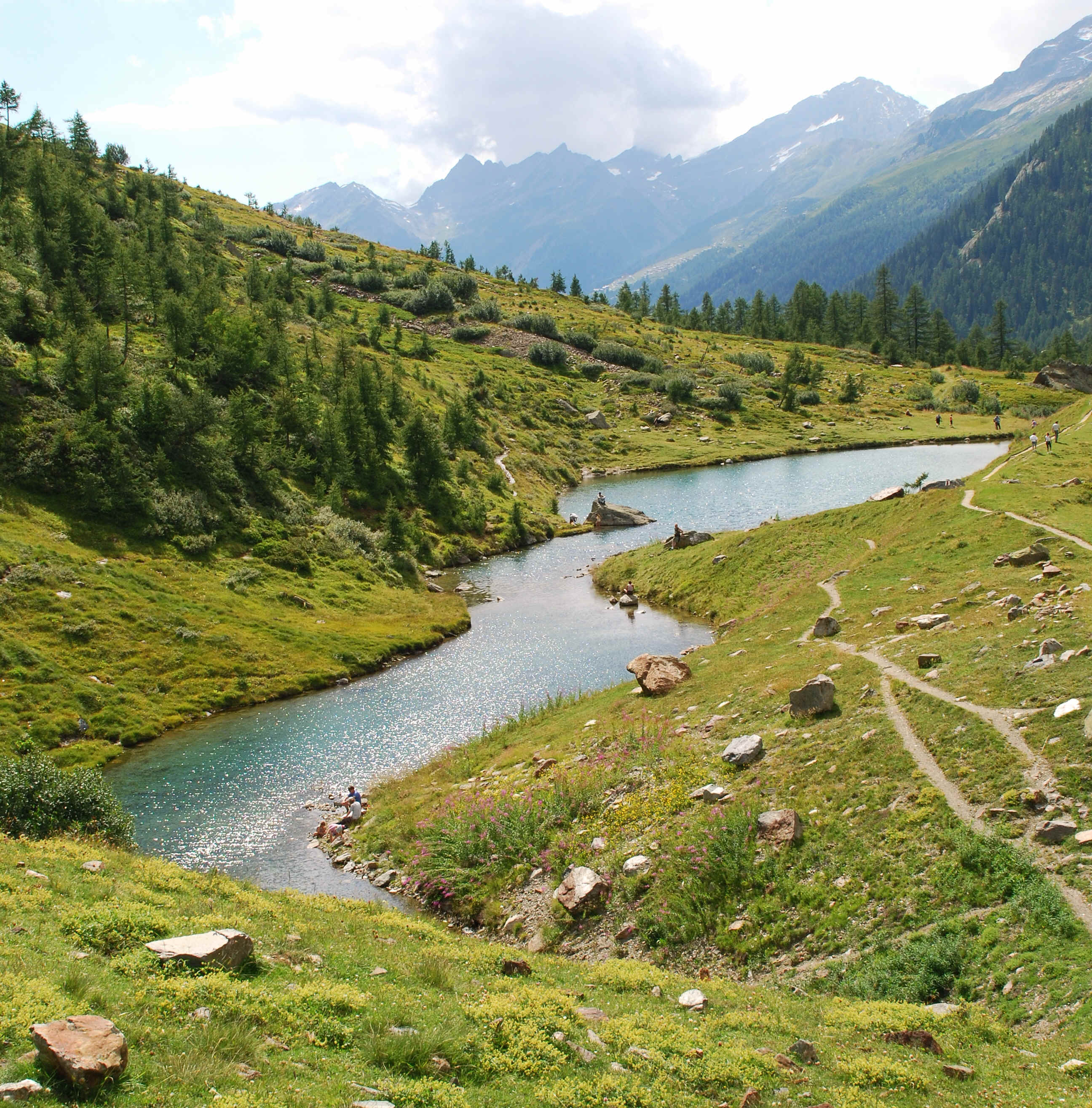
Grundsee unterhalb des Langgletschers östlich der Fafleralp, ein typischer Schmelzwassersee des Gletschervorfeldes

Mit dem Beginn der Industrialisierung im Rhonetal im späten 19. Jahrhundert kehrten zahlreiche junge Lötscher ihrem Heimattal den Rücken. Die Abwanderung ließ erst nach, als in der ersten Hälfte des 20. Jahrhunderts der Tourismus zunahm und die Verkehrsanbindung verbessert wurde. Die Talstrasse wurde schrittweise bis 1955 erbaut und verbindet seitdem das Rhonetal mit allen Gemeinden des Lötschentals.
Für die kurze Zeit der Bauarbeiten am Lötschbergtunnel zwischen 1907 und 1913 blühte das Tal wirtschaftlich auf; tausende Wanderarbeiter lebten in Arbeitsbaracken rund um Goppenstein. Seit den 1950er Jahren ist der Tunnel durch den Autoverlad ein wichtiger Transitweg zwischen der Nordschweiz und dem Wallis und stark frequentiert. Mit dem 2007 eröffneten Lötschberg-Basistunnel wird die Verbindung durch das Lötschental allerdings umgangen.
1898 löste sich Blatten als erste Kirchgemeinde vom Priorat Kippel, das bis dahin als Hauptort des Tales auch dessen zentraler Verwaltungssitz war. 1956 wurden Ferden und Wiler eine selbstständige Kirchgemeinde.
Seit den 1970er Jahren ist das Lötschental verstärkt auf den Tourismus ausgerichtet, insbesondere auf Wintergäste.
In den Jahren 1993, 1996 und 1999 kam es im Lötschental zu grösseren Lawinenabgängen. Die Lawinen im Winter 1999 beschädigten oder zerstörten auf der Gletscheralp sowie im Weiler Ried bei Blatten einzelne Ökonomiegebäude, Alphütten und Wohnhäuser. Seither wurden weitere Massnahmen zum Schutz der Bevölkerung sowie der Kommunikations- und Verkehrsverbindungen getroffen, unter anderem die Lawinenschutzdämme zwischen Kippel und Wiler sowie der Bau bzw. die Verlängerung von Strassengalerien.
Am 13. Dezember 2001 wurde das Jungfrau-Aletsch-Bietschhorn-Gebiet, zu dem südliche und östliche Teile des Tals gehören, mit Beschluss des Welterbe-Komitees der UNESCO in die World Heritage List (UNESCO-Welterbe) aufgenommen. Seither stehen der Anungletscher und das Gletschervorfeld bis zur Fafleralp unter strengem Naturschutz.
Am 28. Mai verschüttete der Bergsturz von Blatten große Teile des Dorfes Blatten.

## Wirtschaft und Versorgung

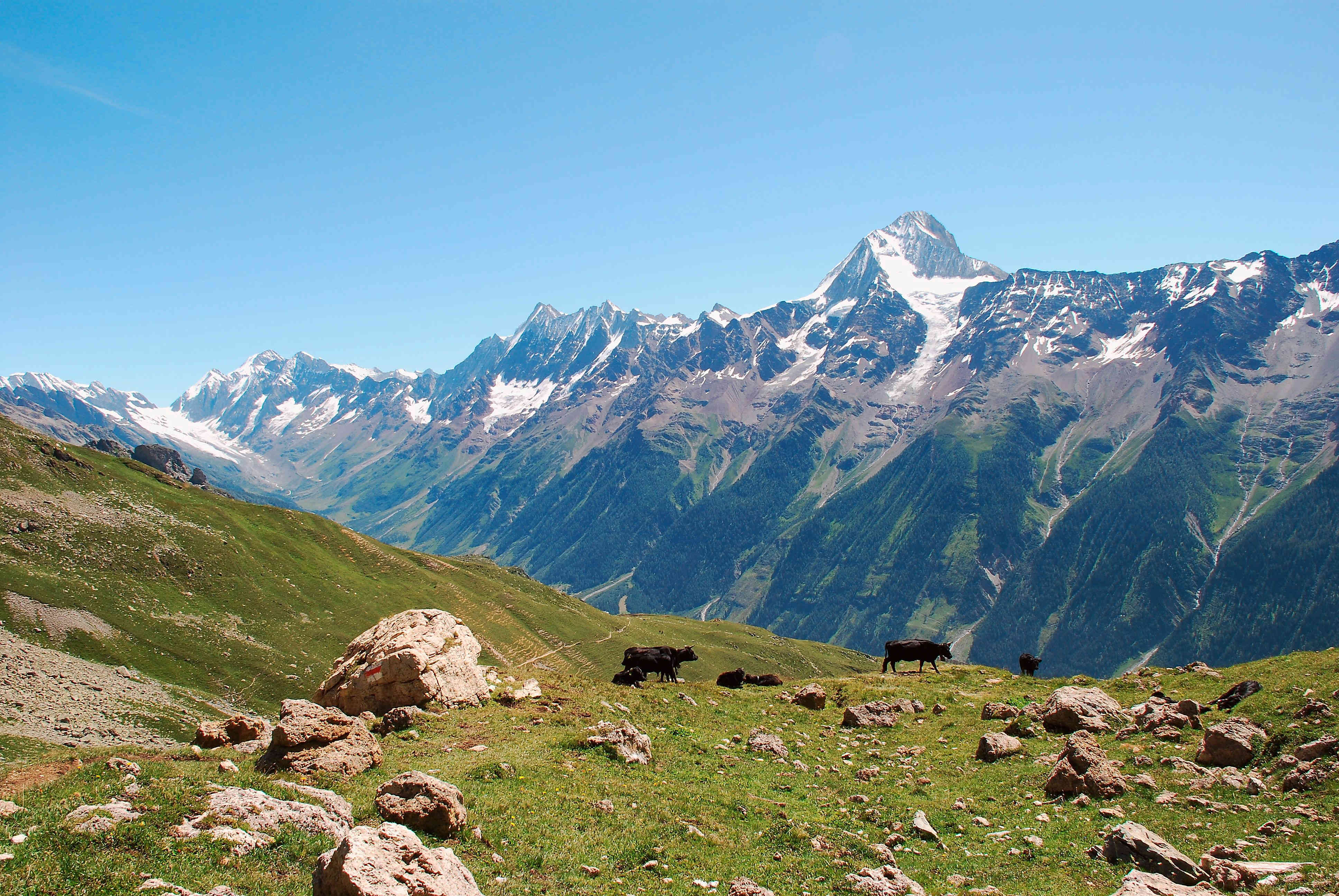
Bietschhorn und auslaufender Grat zum Langgletscher. Im Vordergrund die für das Wallis typischen Eringerkühe.

Die Bewohner des Lötschentals lebten bis ins frühe 20. Jahrhundert fast ausschliesslich von der Land- und der Viehwirtschaft, die vor allem in den Sommermonaten durch die Alpbewirtschaftung betrieben werden konnten. Während die Ackerbewirtschaftung bis auf einige Jahre der Lebensmittelknappheit während des Zweiten Weltkriegs im Zuge des Plans Wahlen mehrheitlich verschwand, wird die Viehwirtschaft bis heute betrieben.
Die meisten Weide- und Ackerflächen liegen im Tal und an den sonnenzugewandten Hängen der Nordflanke. Hier werden vorwiegend Schafe, aber auch Rinder zur Milchwirtschaft gehalten, häufig die im Wallis typischen Eringerkühe. Dagegen ist die steile Südflanke weitgehend bewaldet und bietet nur an wenigen Stellen Weideflächen, vorwiegend für weniger anspruchsvolle Ziegen und Schafe.
Einen Nebenerwerb stellt die Holzwirtschaft dar, die gleichzeitig auch zur Versorgung der Bevölkerung mit Brennholz genutzt wurde. Noch heute lassen sich insbesondere am Nordhang baumfreie Gefällsabschnitte erkennen, die einst zum Abtransport des Holzes benutzt wurden.
Bis Ende des 19. Jahrhunderts war das abgeschiedene Tal von der Aussenwelt isoliert, auch weil der einst vielbegangene Lötschenpass seine Bedeutung als transalpiner Handelsweg weitgehend eingebüsst hatte. Das karge Dasein der Bergbauern wirkte sich auf alle Lebensbereiche der Menschen aus und prägt bis heute das Bild des Tales. Die Menschen fertigten ihre Bedarfsgüter weitgehend in Eigenarbeit und fanden ein knappes Auskommen durch die Bewirtschaftung der Bergweiden, jedoch waren Hunger und Elend keine Seltenheit. In dieser Atmosphäre entwickelte sich eine strenge, fromme und autarke Talgemeinschaft. Immer wieder kehrten vor allem junge Lötscher ihrem Tal den Rücken, um im Rhonetal ihr Auskommen zu suchen. Im 20. Jahrhundert, vor dem Ausbau der Talstrasse, begann eine zunehmende Überalterung der Bevölkerung des Tales.

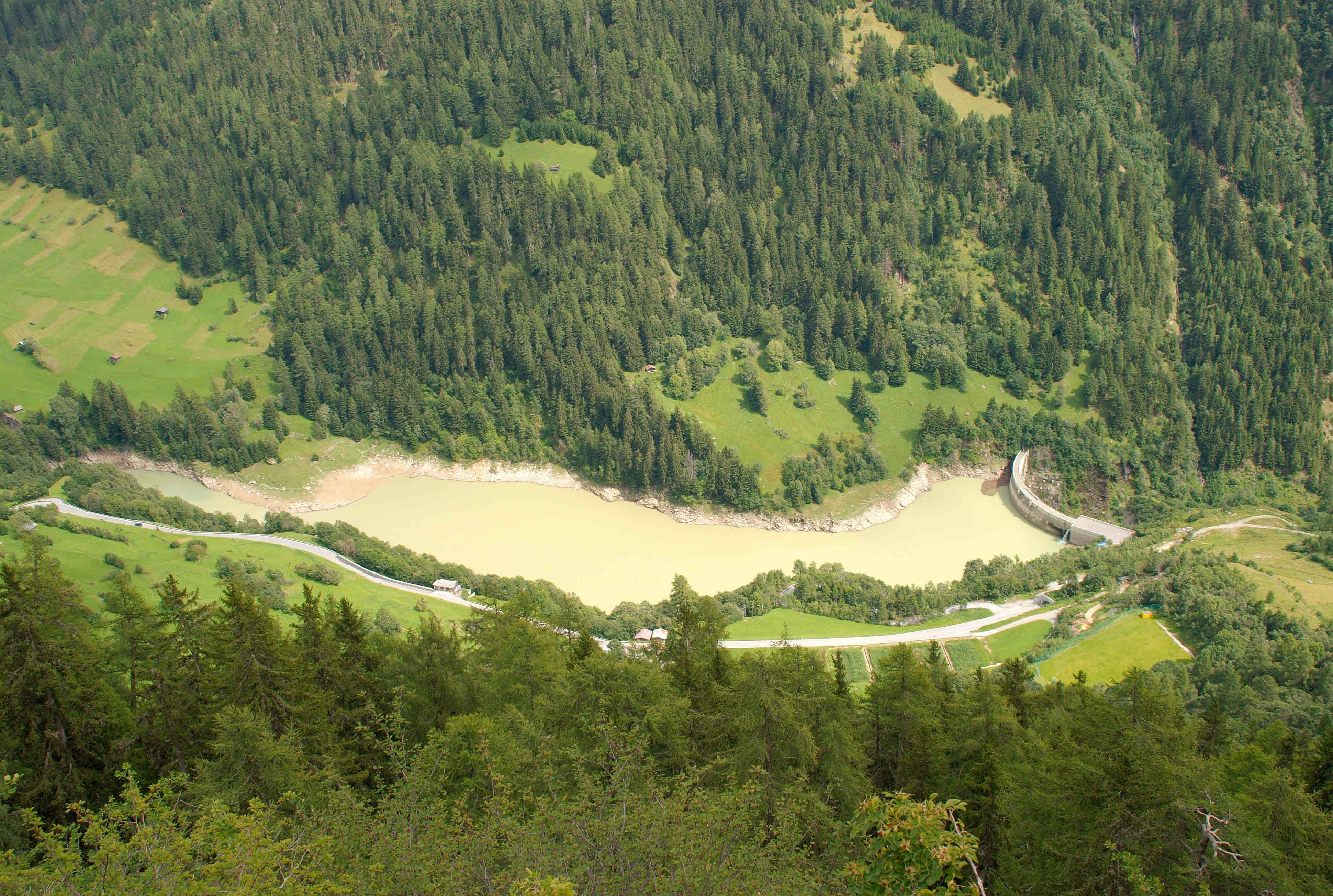
Der 1975 errichtete Lonza-Stausee bei Ferden. Die Staumauer ist 67 Meter hoch und 126 Meter breit.

Ab der zweiten Hälfte des 19. Jahrhunderts fanden einige Lötscher Anstellung in Blei-, Silber- und Anthrazitminen, die im unteren Tal bei Goppenstein und Mittal von englischen Minengesellschaften errichtet wurden. Um die Rohstoffe abtransportieren zu können, bauten sie den bisherigen Fussweg von Gampel nach Goppenstein zu einem Fuhrweg aus, das obere Tal blieb jedoch weiterhin nur zu Fuss erreichbar.
Nach der Erstbesteigung des Hockenhorns durch den Engländer Arthur Thomas Malkin im Jahr 1840 begannen zunächst vor allem britische Alpinisten sich für das Tal zu interessieren. Nach dem Bau des ersten Hotels in Ried 1868 stellten sich die Lötscher zögerlich auf den langsam aufkommenden Tourismus ein. Ende des 19. Jahrhunderts gründeten sich einige fortschrittliche Vereine, darunter eine Theater- und Musikgesellschaft in Ferden.
Der Bau des Lötschbergtunnels von 1906 bis 1913, dessen Südportal bei Goppenstein liegt, brachte das erste Mal eine grosse Zahl an Arbeitsplätzen und fremde Arbeiter in das Tal. Neben Goppenstein profitierten auch die anderen Orte des Tals von dem Projekt. Es wurden Hotels gegründet, die Menschen richteten sich auf die Bedürfnisse der Gastarbeiter ein und öffneten sich talfremden Einflüssen. Seit der Fertigstellung des Tunnels verfügt das Lötschental mit dem Bahnhof in Goppenstein über eine Bahnanbindung.
Zunehmend fanden Lötscher auch Anstellungen in Fabriken im Rhonetal, wo die Industrialisierung im späten 19. Jahrhundert einsetzte. Im Jahr 1898 wurde in Gampel die Lonza AG gegründet, die zunächst mit dem Wasser der Lonza Strom erzeugte und einigen Dutzend Talbewohnern Arbeit bot.
Nach zwölf Jahren Bauzeit konnte 1939 eine Strassenverbindung von Gampel nach Ferden in Betrieb genommen werden. Bis 1953 wurde die Strasse nach Wiler, bis 1954 nach Blatten erweitert. Somit war das Tal mit Autos und Postauto vom Rhonetal aus erreichbar, den Einheimischen bot sich die Chance, als Pendler ausserhalb des Tales zu arbeiten. Mit der besseren Verkehrsanbindung setzte in der zweiten Hälfte des 20. Jahrhunderts eine verstärkte Ausrichtung auf den Tourismus ein, der bald zahlreiche Arbeitsplätze schuf. Den Talbewohnern bot sich so eine Perspektive in ihrer Heimat, so dass der Bevölkerungsrückgang gestoppt werden konnte.
Die Talstrasse wurde ab den 1980er-Jahren weiter ausgebaut und mit zahlreichen Galerien und Tunnel versehen, so dass sie ganzjährig befahrbar ist. Der 1985 errichtete Mittal-Tunnel umgeht den engen und steilen Abschnitt des unteren Lötschentals zwischen Gampel und Goppenstein und führt zwischen Hohtenn und Goppenstein 2,4 Kilometer durch den Berghang des Hohgleifen. Insbesondere der Ausbau der Zufahrt bis Goppenstein war durch das hohe Verkehrsaufkommen zum dortigen Autoverladebahnhof nötig geworden.
Seit 1975 wird das Tal weitgehend mit dem Strom des Lonza-Stausees versorgt, der die Lonza auf einer Länge von rund zwei Kilometern aufstaut.

### Tourismus

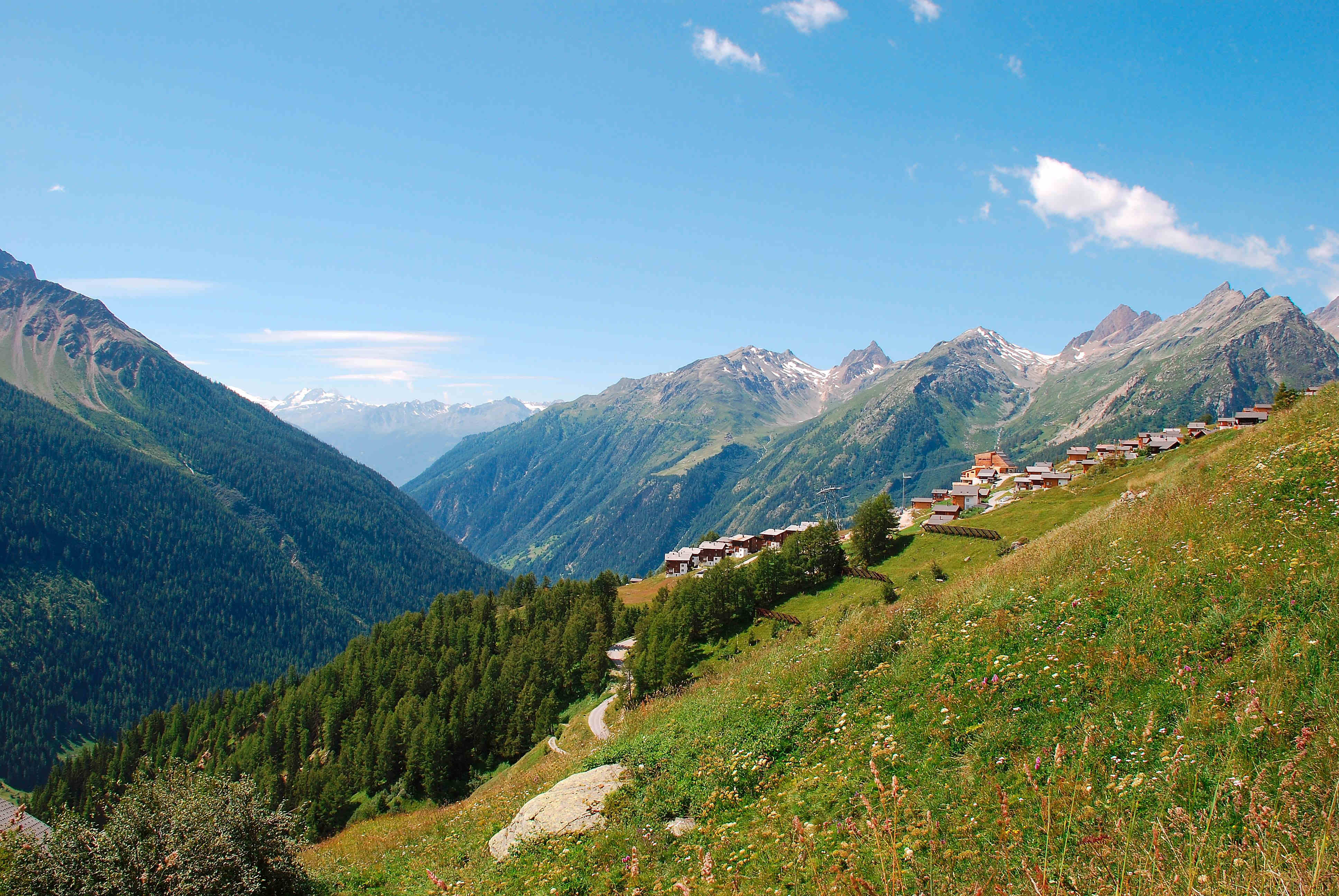
Die vor allem für den Wintersport ausgebaute Lauchernalp im Sommer von Osten (Weritzalp) aus gesehen

Die Wurzeln des Tourismus im Lötschental liegen im 19. Jahrhundert, als britische Alpinisten das Tal für sich entdeckten und erste Hotels gegründet wurden (das erste 1868 in Ried). In den folgenden Jahrzehnten entwickelte sich Kippel zu einem beliebten Standort für Touristenherbergen. Noch heute bestehen einige Hotels aus der Zeit der Jahrhundertwende. Allerdings blieb das insbesondere im Winter schlecht erreichbare Tal bis zum Ausbau der Talstrasse in der Mitte des 20. Jahrhunderts für den Breitentourismus kaum erschlossen. Mit der Talstrasse begann auch der Fremdenverkehr aufzuleben; kamen anfangs vorwiegend Sommergäste, so änderte sich dies mit dem Ausbau der Wintersportmöglichkeiten in den 1970er-Jahren. Zu dieser Zeit wurde die Lauchernalp oberhalb von Wiler zu einem Wintersportzentrum ausgebaut. Erreichbar mit der 1972 eingeweihten und 1994 neu gebauten Luftseilbahn, bietet das schneesichere Skigebiet rund 40 km Pisten, welche durch 5 Liftanlagen erschlossen werden. 2003 wurde das Wintersportgebiet Lauchernalp um die Gletscherbahn auf den Hockenhorngrat auf 3100 Meter Höhe erweitert und ist damit das sechsthöchste Skisportgebiet der Schweiz (nach Zermatt, Saas-Fee, Verbier, Corvatsch und Saas-Grund). Daneben bietet das Lötschental den Touristen im Winter 40 km Winterwanderwege und 24 km Langlaufloipen sowie Schneeschuhtrails und eine Schlittelbahn. 
Die zahlreichen Hotels und Ferienwohnungen in den Orten des Tals verzeichnen jährlich rund 200'000 Logiernächte, davon rund die Hälfte in der Wintersaison. Daneben bestehen in Kippel und auf der Fafleralp zwei Campingplätze.
Das Lötschental verfügt über rund 250 Kilometer ausgebaute Wander- und Bergpfade. Der bekannteste ist der Lötschentaler Höhenweg, der alle an der Nordflanke gelegenen Alpen verbindet und seinen Ausgangspunkt an der Luftseilbahnstation der Lauchernalp hat. Von der Fafleralp sind Touren über den Anungletscher möglich.

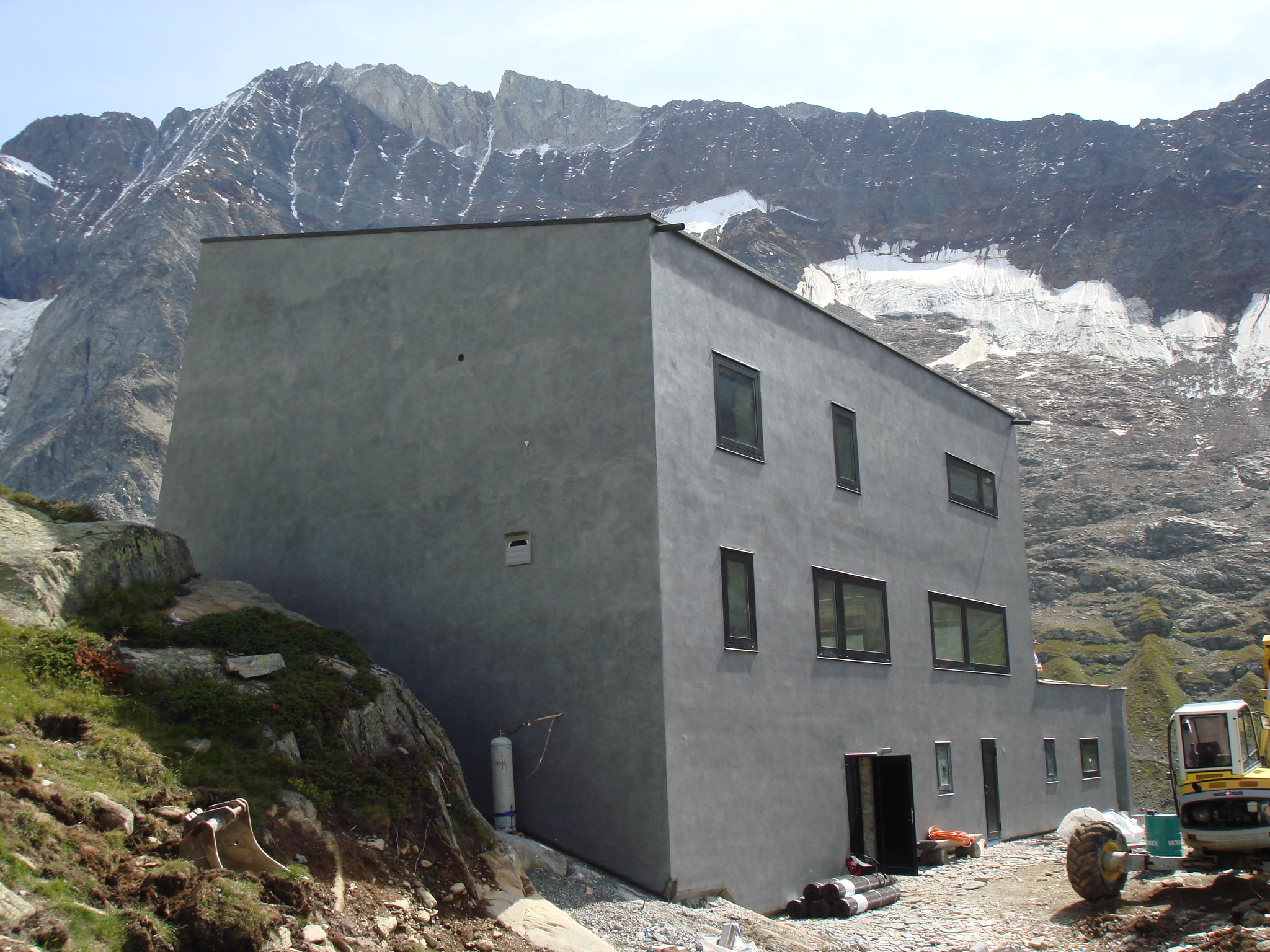
Anenhütte (2008)

1994/95 wurde zuhinterst im Lötschental auf 2355 m ü. M. die Anenhütte mit 50 Übernachtungsplätzen erbaut. Sie stand jeweils vom März bis Oktober für Berg- und Skitouren z. B. auf das Mittaghorn und über die Lötschenlücke zur Verfügung. Am 3. März 2007 zerstörte eine Staublawine die Hütte völlig. Im Sommer 2008 ging ein neuer und lawinensicherer Ersatz in Betrieb, welcher seit September 2007 gebaut worden war. Die Fassade besteht aus Aluminiumschaum-Sandwich (AFS)-Fassadenelementen.

## Bevölkerung
Im Lötschental leben heute rund 1500 Bewohner. Die Bevölkerungszahlen des Tals sind in den letzten Jahrhunderten nur unterdurchschnittlich angestiegen. Seit dem 18. Jahrhundert, als rund 800 Menschen im Tal lebten, fand lediglich eine Verdopplung der Einwohnerzahl statt. Dies hat seine Ursache in der räumlichen Begrenztheit des Tales, Hungersnöten und einer starken Abwanderung gerade junger Lötscher. Während diese sich im Mittelalter und in der frühen Neuzeit meist als Wanderarbeiter und Söldner verdingten, zog es sie im 19. und frühen 20. Jahrhundert in die Arbeitsquartiere des Rhonetals.
Das Leben der Talschaft wurde bis ins 19. Jahrhundert von der althergebrachten Talordnung bestimmt. In Zeiten der Selbstverwaltung berieten die Abgesandten der Dorfschaften bei Versammlungen in Kippel über die Politik im Tal. Unterstand das Tal auswärtigen Herren, so wurde es meist von Verwaltern regiert. Daneben hatte die Pfarrei in Kippel einen wesentlichen Einfluss auf die Entwicklungen im Tal.

## Kultur und Brauchtum
Von den Einwohnern wird Walliserdeutsch, ein höchstalemannischer Dialekt, in einer lokalen Mundart gesprochen.
Bei Trachten, Dialekt und Bräuchen sind zahlreiche Unterschiede selbst zu naheliegenden Gemeinden des Rhonetals zu erkennen.
In dem seit jeher abgeschiedenen Lötschental blieben zahlreiche archaisch anmutende Bräuche und Traditionen erhalten. Die jährlichen kulturellen Höhepunkte sind neben den kirchlichen Festtagen der Alpauf- und Alpabzug.
Die Erinnerung an Geschehnisse und Mythen der Vergangenheit wurde im kollektiven Gedächtnis der Talschaft durch einen umfangreichen, meist mündlich überlieferten Sagenschatz zum Teil bis in die heutige Zeit erhalten. Diese Sagen dienten früher vorwiegend zur Unterhaltung und zur Erziehung der Kinder in die soziale Gemeinschaft des Tals.

### Tschäggätta

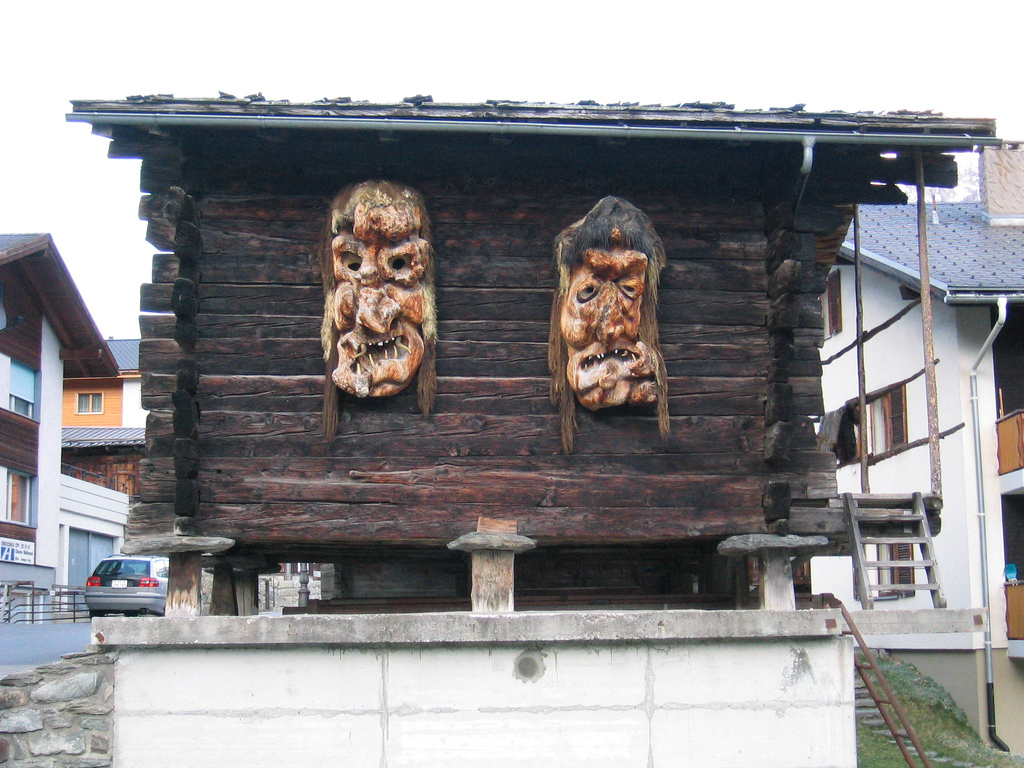
Traditionelle Tschäggätta-Larven als Hausschmuck in Wiler

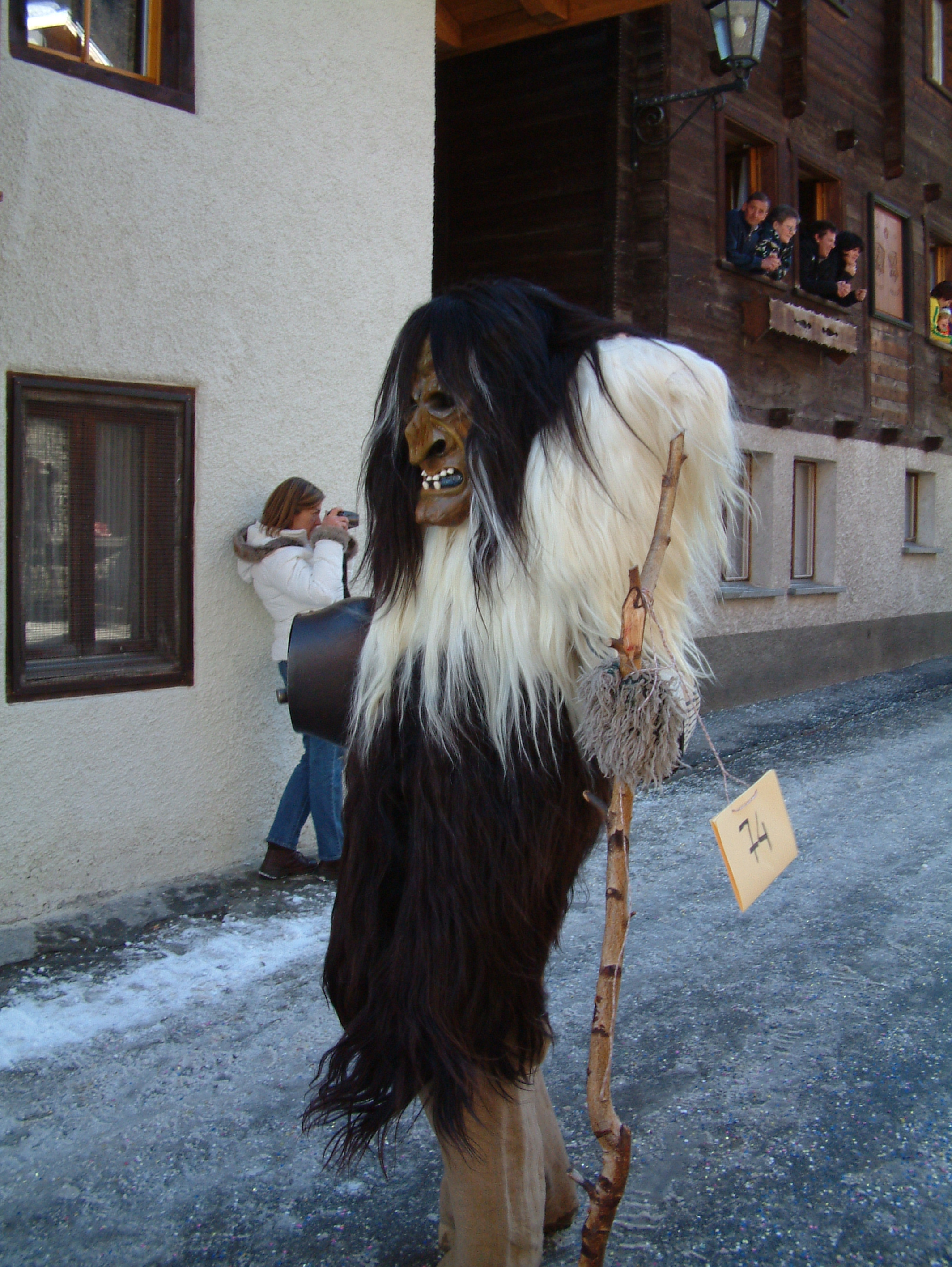
Tschäggätta

Die im Lötschental typischen Tschäggätta-Verkleidungen mit den zugehörigen Larven werden zur Fastnachtszeit zwischen Mariä Lichtmess am 2. Februar und Aschermittwoch ursprünglich nur von ledigen jungen Männern und nur von 12 bis 19 Uhr getragen. Die Tschäggätta-Verkleidung besteht aus Tierfellen (meist Schaf- oder Ziegenfelle), die den ganzen Körper verhüllen, der überlebensgrossen, vor dem Gesicht getragenen, handgeschnitzten und bemalten Larven (Maske), mit speziellen, handgemachten Woll-(Garn-)handschuhen (auch Triämhändschn genannt) und einem langen Stock, der mit Glocken oder lärmenden Gegenständen bestückt ist.
In diesem Aufzug überfallen die Jugendlichen der vier Orte die jeweils angrenzenden Dörfer. Sie lärmen, erschrecken die Bewohner und schwärzen die Gesichter von Kindern mit Russ (in Bezugnahme auf das christliche Aschenkreuz am Aschermittwoch). Der Ursprung des Brauchs ist unklar, erste Aufzeichnungen stammen aus dem 19. Jahrhundert, als der Pfarrer Prior Gibster in Kippel eine Strafe von 50 Rappen auf das nächtliche Treiben aussetzte. Einzig an zwei Umzügen vereinen sich die Tschäggättä zu Gruppen, der grössere findet jeweils am Fastnachtssamstag in Wiler statt, der Andere am Schmutzigen Donnerstag.
Der heidnisch-alemannische Brauch der Tschäggätta (verwandt mit Riten der alemannischen Fastnacht) wurde im Mittelalter mit den katholischen Bräuchen der Fasnacht und des Aschermittwochs vermischt. Ebenso besteht eine Legende, dass die wilden Gestalten an die Raubzüge der Schurten, angeblich auf der Südseite, der Schattenseite des Tales lebend, erinnern sollten. Auch ein Zusammenhang mit dem Aufstand 1550, dem Trinkelstierkrieg, wird vermutet; die Aufständischen hätten sich demnach mit Holzmasken unkenntlich gemacht.

### Herrgottsgrenadiere
Die Herrgottsgrenadiere sind traditionelle Festkleidungen, die von jungen Männern der eingesessenen Familien getragen werden. Bei kirchlichen und weltlichen Festen werden die Paradeuniformen der Grenadiere, die meist innerhalb der Familien weitervererbt werden, angezogen. Damit wird an die Lötscher erinnert, die aus dem Tal auszogen, um als Söldner tätig zu werden. Kehrten sie nach ihrer Dienstzeit wieder in ihre Heimat zurück, trugen viele zu besonderen Anlässen die Paradeuniform ihrer einstigen Einheit. Daraus ergab sich eine bunte Vielfalt an Uniformen, da die Söldner in unterschiedlichen Armeen dienten. Nach ihrem Tod vermachten sie ihre Uniform ihren Söhnen, die sie an ihrer statt weiter trugen und damit die Tradition begründeten.
Heute tragen die Herrgottsgrenadiere ähnlich den Gardevereinen bei kirchlichen Prozessionen und weltlichen Festen einheitliche Uniformen. Ausser bei kirchlichen Anlässen marschieren sie mit Fantasiefahnen und zu Blasmusik. Die heute einheitliche Uniform ist nach Mustern des 17. Jahrhunderts gestaltet.